# Museo Brooklyn

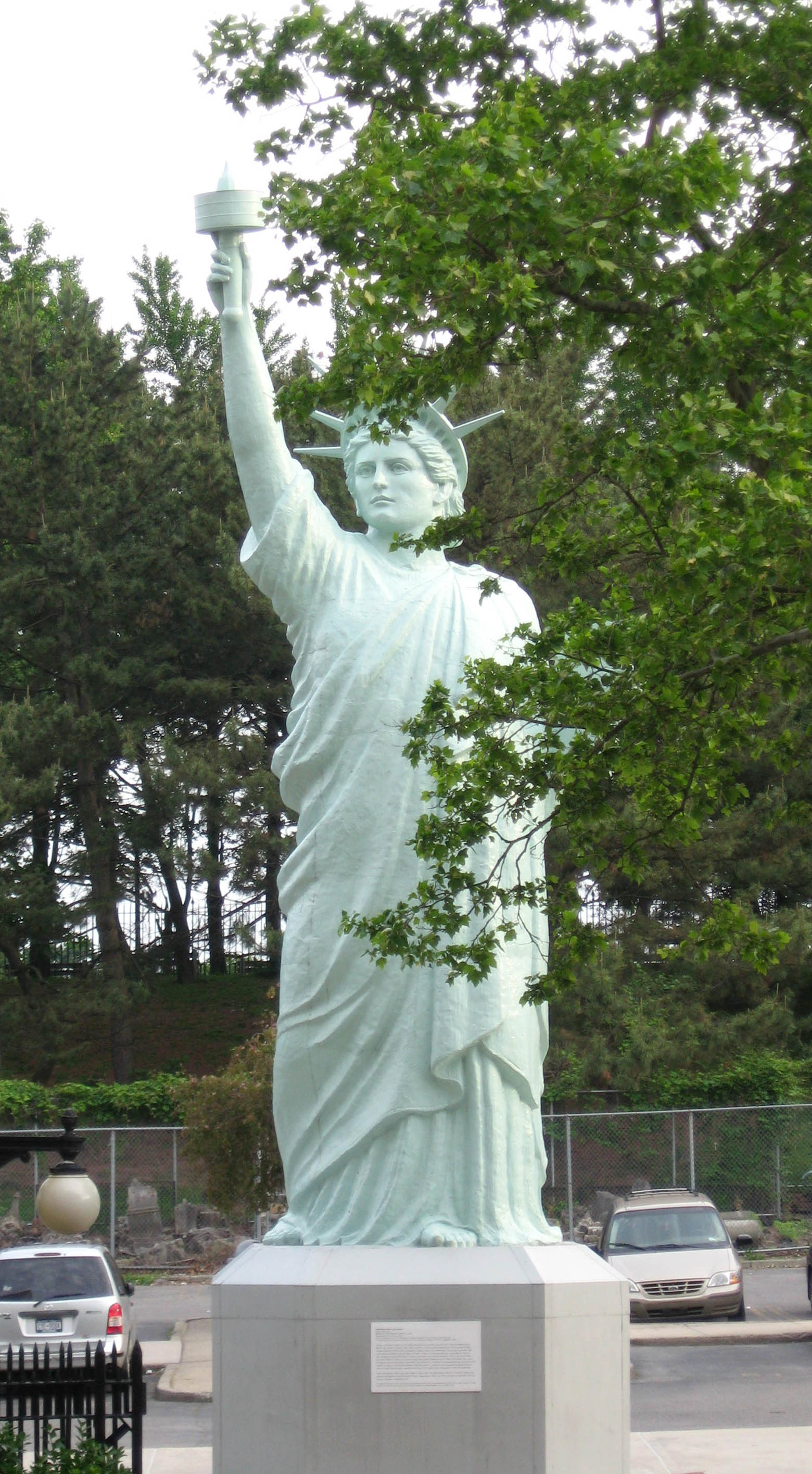
Réplica de la Estatua de la Libertad en la parcela posterior

El Museo Brooklyn, situado en el barrio de Brooklyn de la ciudad de Nueva York, es un museo de arte que contiene una colección de 1,5 millones de obras aproximadamente. Con 52 000 m² es el tercer museo más grande de la Ciudad de Nueva York en cuanto a superficie. Son especialmente destacables sus colecciones de pintura europea y estadounidense de finales del siglo XIX y comienzos del XX.

## Principales colecciones
Situado cerca de los vecindarios Prospect Heights, Crown Heights, Flatbush y Park Slope de Brooklyn y fundado en 1895, el edificio de estilo Beaux Arts, diseñado por McKim, Mead & White, planeaba ser el museo más grande del mundo. Inicialmente, le costó mantener su edificio y colección, para ser luego revitalizado a finales del siglo XX, gracias a una gran remodelación. Su colección incluye antigüedades, específicamente su colección de antigüedades egipcias que abarcan más de 3000 años. Artes como el Africano, Oceánico y Japonés también forman parte notable de la colección de antigüedades. 
El Arte estadounidense comprende una representación bastante completa, empezando por el período Colonial. Está representado por una colección de artistas en la que se incluye a Mark Rothko, Edward Hopper, Norman Rockwell, Winslow Homer, Edgar Degas, Georgia O'Keeffe y Max Weber. El museo también tiene un "Jardín de Escultura Conmemorativo" que incluye figuras arquitectónicas recuperadas de toda la ciudad de Nueva York.

## Historia
Las raíces del Museo Brooklyn se remontan al año 1823, cuando Augustus Graham fundó la Biblioteca de aprendices de Brooklyn, en Brooklyn Heights. La Biblioteca fue trasladada al edificio del Liceo de Brooklyn en la calle Washington en 1841; ambas instituciones se fusionaron dos años más tarde para formar el Instituto Brooklyn, que ofrecía exposiciones de pintura y escultura y conferencias sobre diversos temas.
En 1890, bajo el liderazgo de Franklin Hooper, dirigentes del Instituto formaron el Instituto de Artes y Ciencias de Brooklyn y empezaron a planear el Museo Brooklyn. Hasta los años 1970, el Museo permaneció como una subdivisión del Instituto de Artes y Ciencias de Brooklyn, junto con la Academia de Música de Brooklyn, el Jardín Botánico de Brooklyn, y el Museo para Niños de Brooklyn. Todas estas instituciones se independizaron a partir de entonces.
Abierto en 1897, el edificio del Museo Brooklyn es una estructura de vigas de acero recubierta de sillería y ladrillo de  estilo clásico, proyectado por la famosa firma de arquitectura McKim, Mead, and White y construido por la Empresa de Construcción Carlin. El diseño inicial del museo era cuatro veces más grande que la versión actual; su configuración refleja el compromiso con las especificaciones marcadas por el gobierno de la Ciudad de Nueva York. Daniel Chester French, ilustre escultor del Lincoln Memorial, fue el diseñador principal de las esculturas monolíticas de 3.8 m de altura situadas en el frontón y a lo largo de la cornisa. Las figuras fueron creadas por 11 escultores y talladas por los hermanos Piccirilli. French también diseñó las dos figuras alegóricas Brooklyn y Manhattan, que complementan la entrada del museo. Se esculpieron en 1916 para conmemorar la construcción del puente de Manhattan, y se trasladaron al museo en 1963.
Por el año 1920, el Metro de Nueva York inauguró la estación de metro del museo, que facilitó en gran manera el acceso al antes aislado museo desde Manhattan y otros barrios de las afueras.
El director del Instituto de Brooklyn, Franklin Hooper, fue el primer director del museo, sucedido por William Henry Fox que desempeñó el cargo de 1914 a 1934. A este le siguirían Philip Newell Youtz (1934–1938), Laurance Page Roberts (1939–1946), Isabel Spaulding Roberts (1943–1946), Charles Nagel, Jr. (1946–1955) y Edgar Craig Schenck (1955–1959).
Thomas S. Buechner accedió a la dirección del museo en 1960, convirtiéndolo en uno de los directores más jóvenes del país. Supervisó la mayor transformación en cuanto a la exhibición del arte en el museo y sacó a la luz unas mil obras más que habían languidecido en los almacenes del museo, y las incluyó en la exhibición permanente. Buechner jugó un papel importante en el rescate de las esculturas de Daniel Chester French que iban a ser destruidas debido al proyecto de extensión del puente de Manhattan en 1960.
Duncan F. Cameron ejerció el cargo de 1971 a 1973, sucediéndole Michael Botwinick (1974–1982) y Linda S. Ferber, directora en funciones durante parte de 1983 hasta el nombramiento ese mismo año de Robert T. Buck, que permaneció en el cargo hasta 1996.
El Museo Brooklyn cambió su nombre por Museo de Arte de Brooklyn en 1997, poco antes de que Arnold L. Lehman pasara a dirigirlo. El 12 de marzo de 2004, el museo anunció que iba a volver a su antiguo nombre. En abril de 2004, la institución abrió el pabellón de acceso de la fachada del Eastern Parkway, diseñado por Jame Polshek. En septiembre de 2014, Lehman anunció que planeaba retirarse en junio de 2015. En mayo de 2015, la presidenta de Tiempo Creativo y directora artística Anne Pasternak fue nombrada directora del Museo; asumió el cargo el 1 de septiembre de 2015.

## Fondos
El Museo Brooklyn, junto con muchas otras instituciones de Nueva York, como el Museo Metropolitano de Arte, el Museo americano de Historia Natural, y el Jardín Botánico de Brooklyn, forma parte del Grupo de Instituciones Cultural (CIG), y ocupan espacios o edificios que son propiedad de la Ciudad de Nueva York y parte de su financiación anual deriva de la Ciudad. El Museo Brooklyn también complementa sus ingresos con fondos procedentes de los gobiernos Federal y Estatal, así como de donaciones efectuadas por particulares y distintas organizaciones.
En 1999, el museo presentó la exposición Sensation de Charles Saatchi, que acabó en una batalla judicial sobre la exhibición polémica de arte por parte de organismos de financiación municipales de la Ciudad de Nueva York, y que finalmente se decidió a favor del museo en la causa de la Primera Enmienda.

## Arte y exposiciones
El Museo de Brooklyn exhibe colecciones que buscan encarnar el rico patrimonio artístico de las culturas del mundo. Es bien conocido por sus amplias colecciones de arte egipcio y africano, además de pinturas, esculturas y artes decorativas de los siglos XVII, XVIII, XIX y XX en una amplia gama de escuelas.
En 2002, el museo recibió la obra "The Dinner Party", de la artista feminista Judy Chicago, como un regalo de la Fundación Elizabeth A. Sackler. Su exposición permanente comenzó en 2007, como pieza central para el Centro de Arte Feminista Elizabeth A. Sackler del museo. En 2004, presentó  Manifest Destiny , un mural de 8x24 m realizado en óleo sobre madera por Alexis Rockman, que fue encargado por el museo como pieza central de la Galería Mezzanine de la segunda planta y marcó la apertura del renovado Gran Lobby del museo.
Otras exposiciones han exhibido los trabajos de varios artistas contemporáneos, incluyendo Patrick Kelly, Chuck Close, Denis Peterson, Ron Mueck, Takashi Murakami, Mat Benote, Kiki Smith, Jim Dine, Robert Rauschenberg, Ching Ho Cheng, Sylvia Sleigh y William Wegman, y una muestra de trabajos de 2004 de artistas de Brooklyn, "Open House: Working in Brooklyn" (Casa Abierta: Trabajando en Brooklyn).
En 2008, la curadora Edna Russman anunció que una tercera parte del arte copto que se encuentra en la colección del museo, la segunda más grande de América del Norte, es falsa. De las 30 obras de arte, Russman opinaba que 10 son falsas. Estas obras de arte falsas se mostraron en una exposición a partir de 2009.

## Colecciones

### Arte Egipcio, Clásico y Antiguo del Cercano Oriente
El Museo de Brooklyn ha estado recopilando una colección de objetos artísticos egipcios desde principios del siglo XX, incorporando colecciones compradas como la de egiptología del estadounidense Charles Edwin Wilbour, cuyos herederos también donaron su biblioteca para convertirse en la Biblioteca de Egiptología Wilbour del museo, y objetos obtenidos durante las excavaciones arqueológicas patrocinadas por el museo. La colección egipcia incluye desde estatuas, como la conocida figura de terracota "Señora Pájaro", hasta papiros (entre otros, el papiro de Brooklyn).
Las colecciones egipcia, clásica y del antiguo Cercano Oriente se encuentran en una serie de galerías del museo. Los objetos egipcios se pueden encontrar en la exhibición Renacer Egipcio: Arte de la Eternidad, así como en las galerías Martha A. y Robert S. Rubin. Entre los objetos se encuentra la cabeza de una esfinge femenina (número de inventario 56.85). Los objetos del Cercano Oriente se encuentran en la Galería Hagop Kevorkian.

#### Selecciones de la colección egipcia

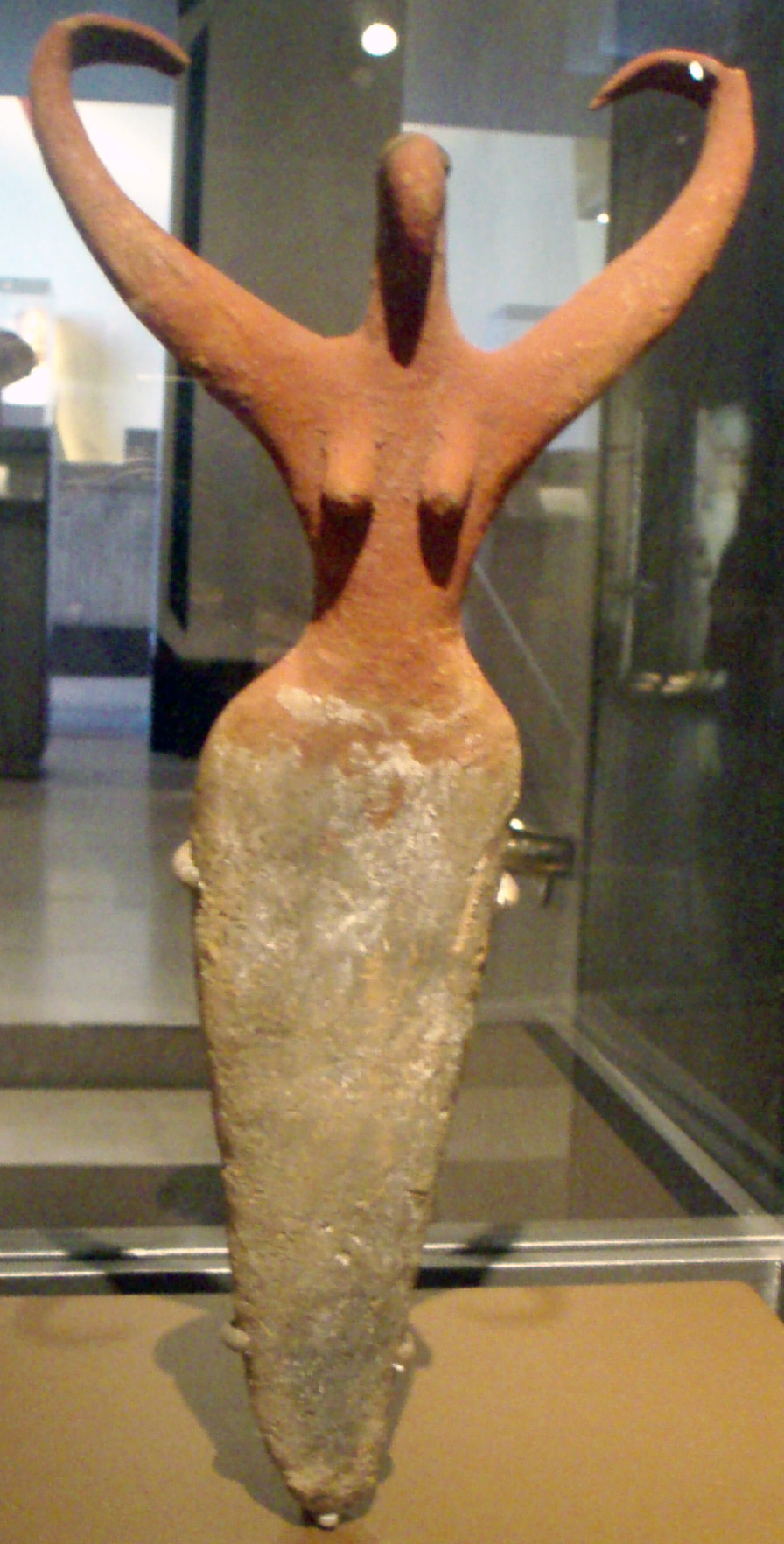
"Señora Pájaro", figurilla femenina Predinástica
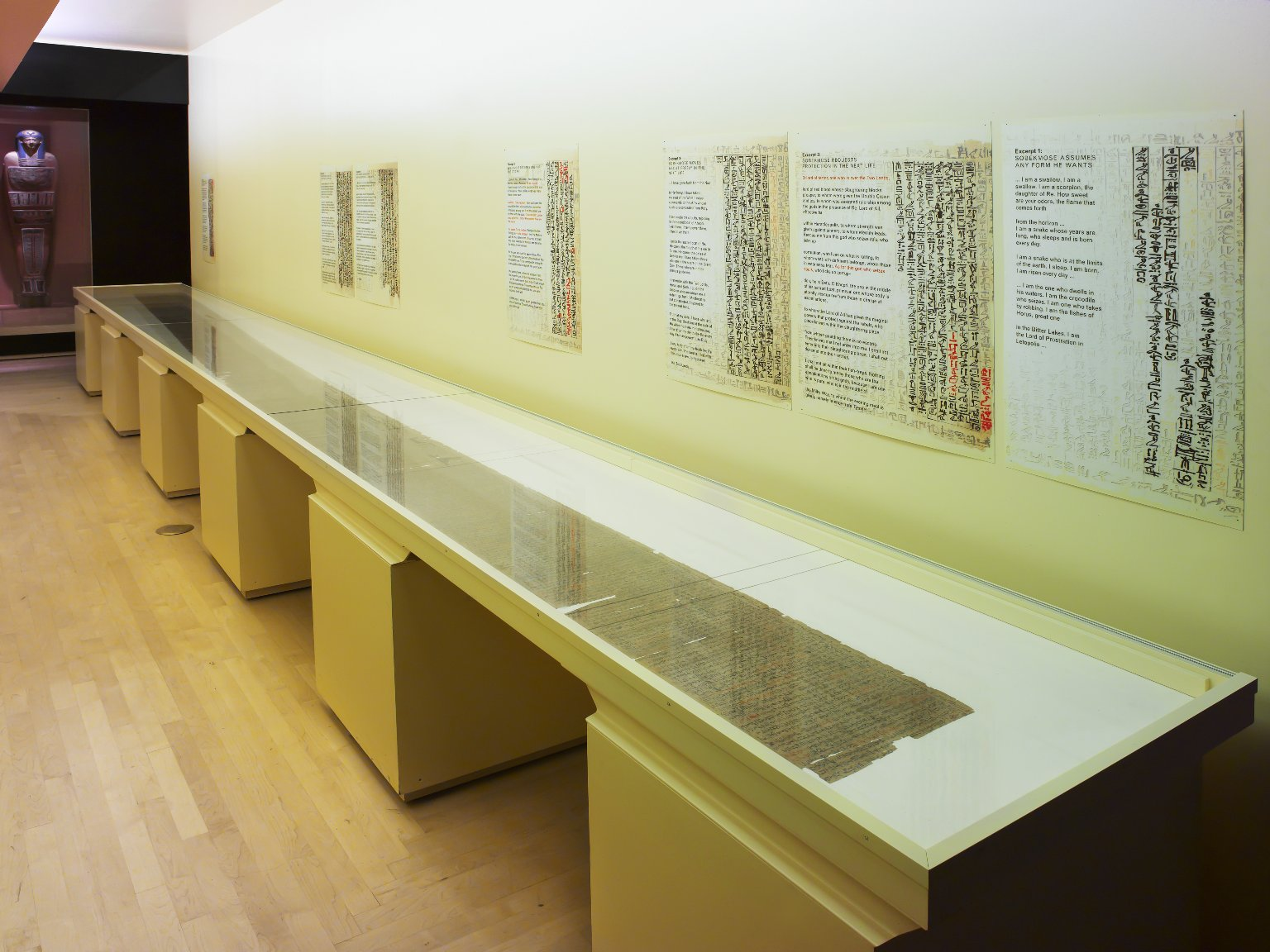
Libro de los Muertos del Joyero de Amun, Sobekmose, 31.1777e
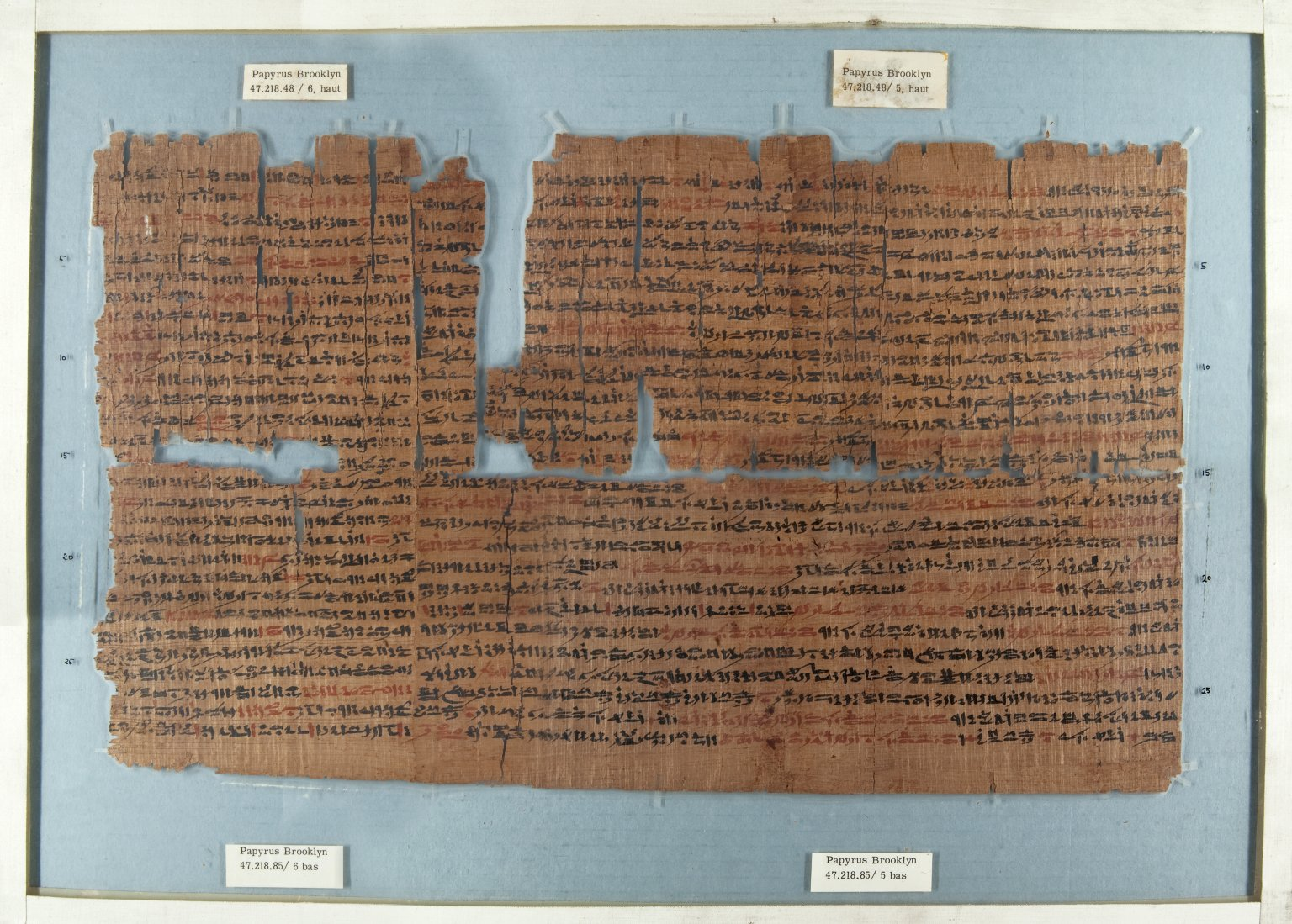
Papiro de Brooklyn 664-332 a. C.
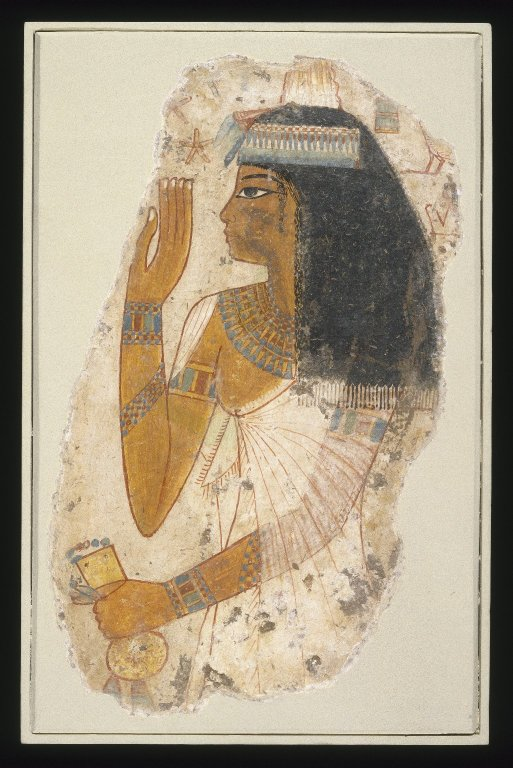
Señora Tjepu, Dinastía 18 del Nuevo Reino, Reinado de Amunhotep III c. 1390-1352 a. C., de la tumba no. 181 en Tebas, 65.197
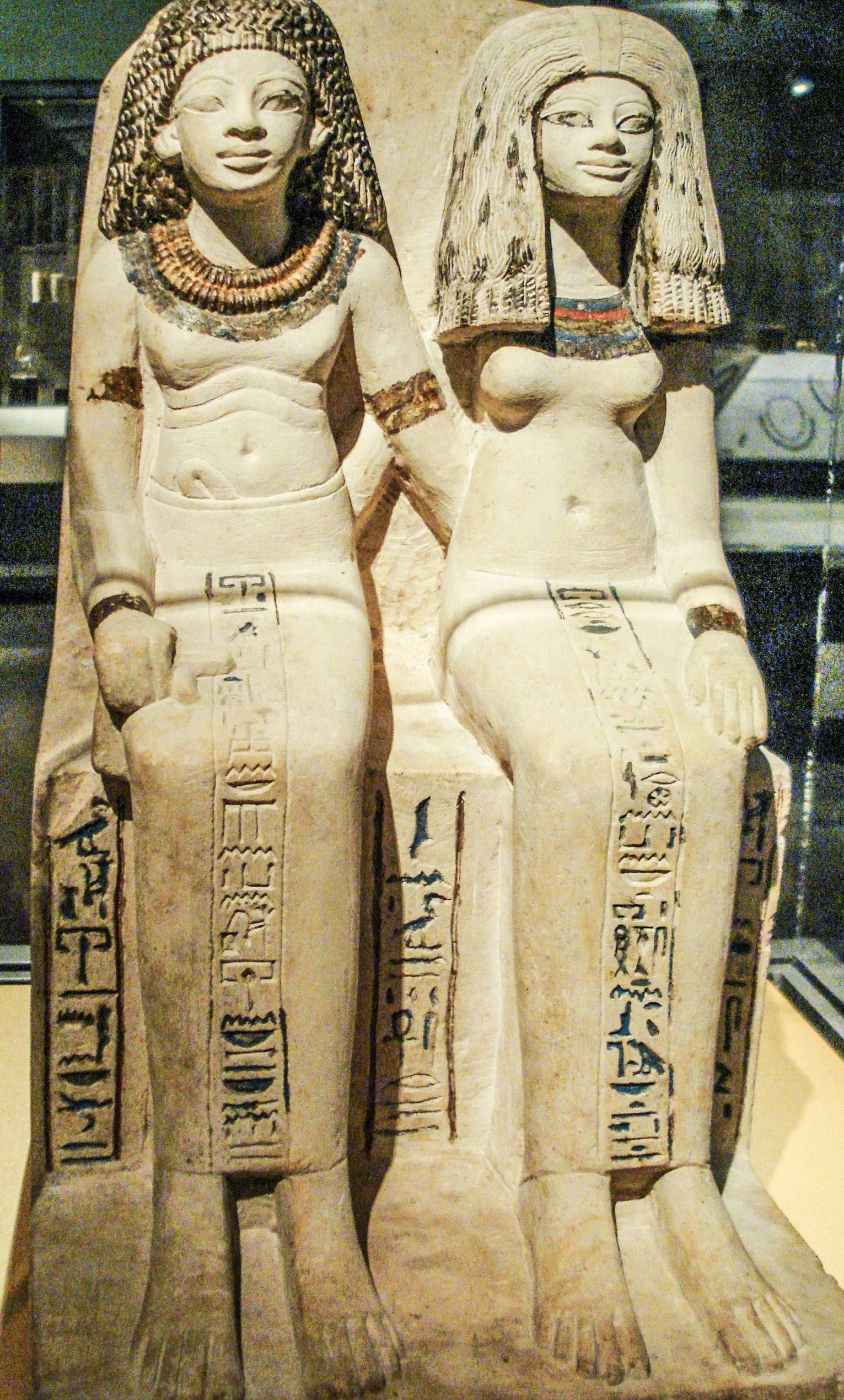
Pareja de estatuas de los esposos Nebsen y Nebet-Ta. Reino Nuevo, Dinastía XVIII, reino de Tutmosis IV o Amenotep III, c. 1400-1352 a. C.

### Arte americano

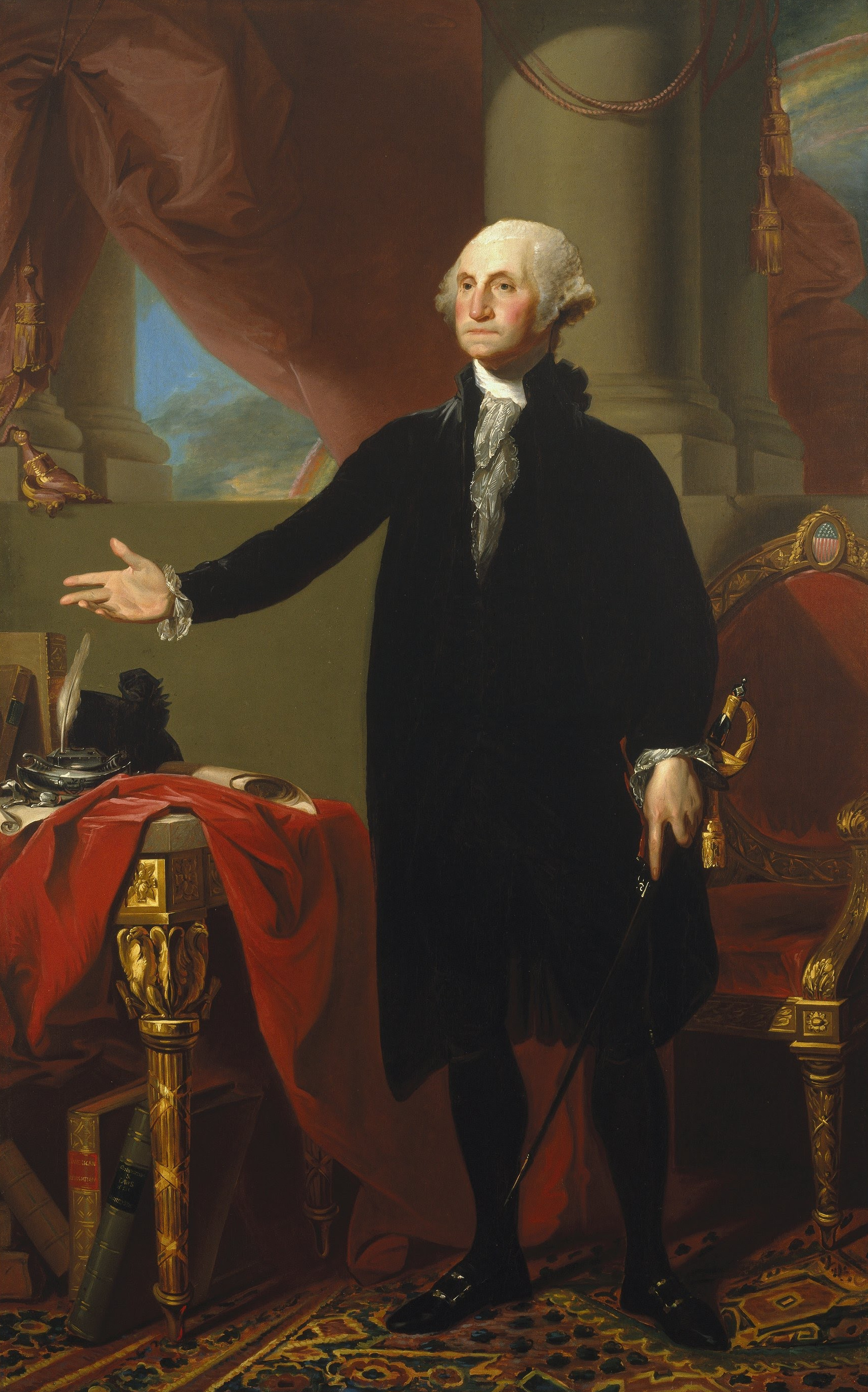
Gilbert Stuart, Retrato de George Washington

La colección de arte estadounidense del museo se inició en 1846 con la obra Escena invernal en Brooklyn de Francis Guy. En 1855, el museo organizó específicamente una colección de arte estadounidense, y el primer trabajo encargado de la colección fue una pintura de paisaje de Asher Brown Durand. Los objetos de la colección de Arte Americano incluyen retratos, pasteles, esculturas y grabados; todos fechados entre 1720 y 1945.
Representados en la colección Arte Americano figuran obras de artistas como William Edmondson (Ángel, fecha desconocida), John Singer Sargent con Paul César Helleu dibujando a su esposa Alice Guérin (ca. 1889); Troncos de árbol oscuros de Georgia O'Keeffe (hacia 1946) y Ocho campanas (hacia 1887) de Winslow Homer. Entre las obras más famosas de la colección se encuentran el retrato de George Washington obra de Gilbert Stuart y El reinado apacible de Edward Hicks. El museo también posee una colección de pinturas de Emil Fuchs.
Las obras de la colección de arte estadounidense se pueden encontrar en varias áreas del museo, incluso en el Jardín de esculturas de la familia Steinberg y en la exhibición Identidades estadounidenses: una nueva imagen, que se encuentra dentro de los Fondos visibles. Centro de estudios del museo. En total, están almacenados unos 2000 objetos de arte estadounidense.

#### Selecciones de la colección americana

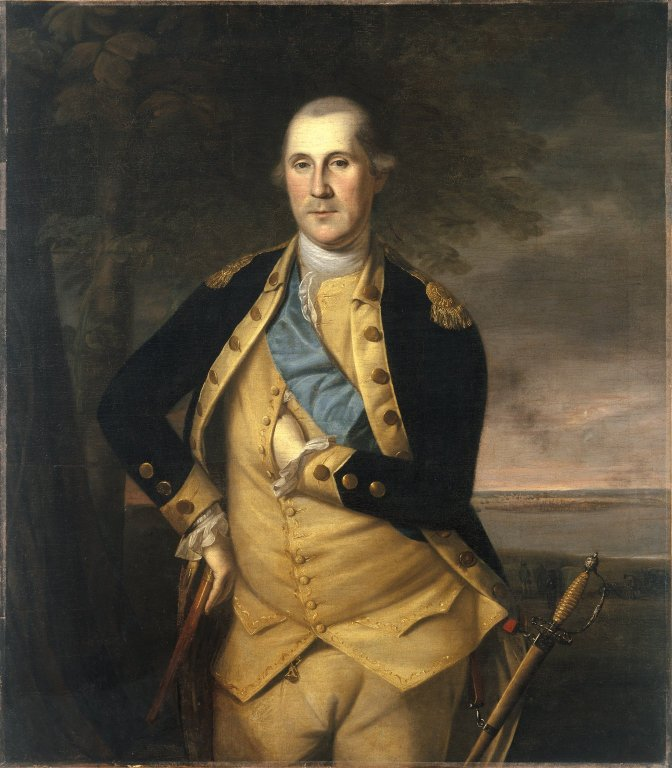
Charles Willson Peale, George Washington, c. 1776
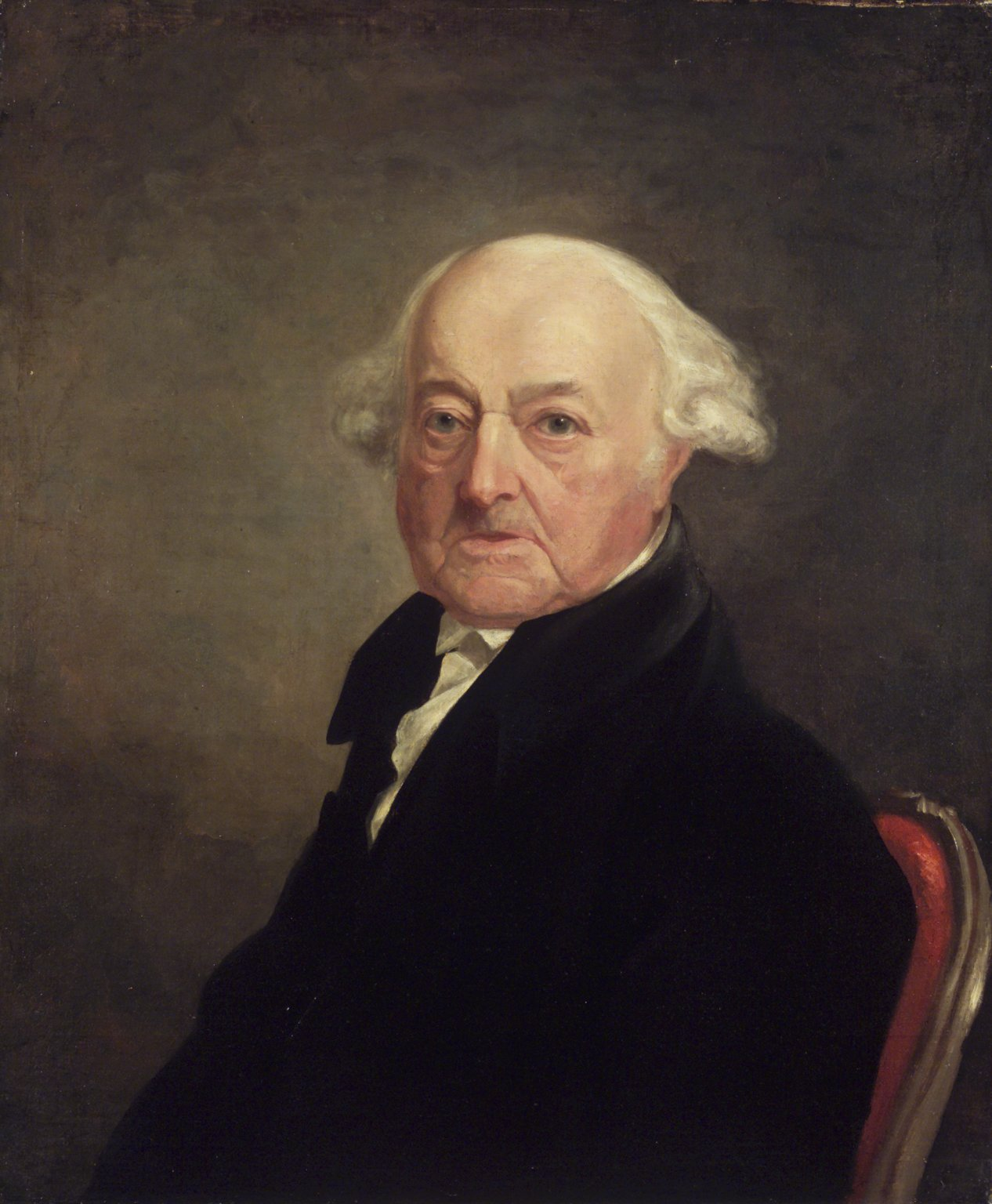
Samuel Morse, Retrato de John Adams, 1816
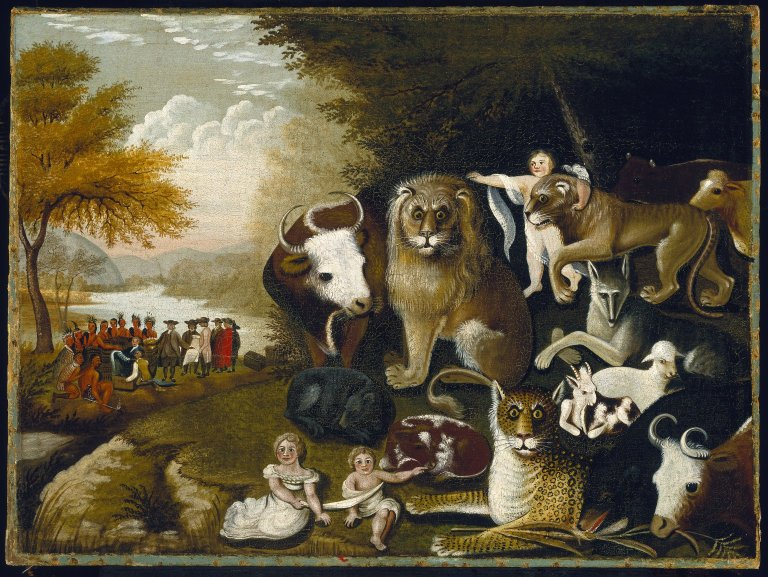
Edward Hicks, El Reino Apacible, c. 1830-1840
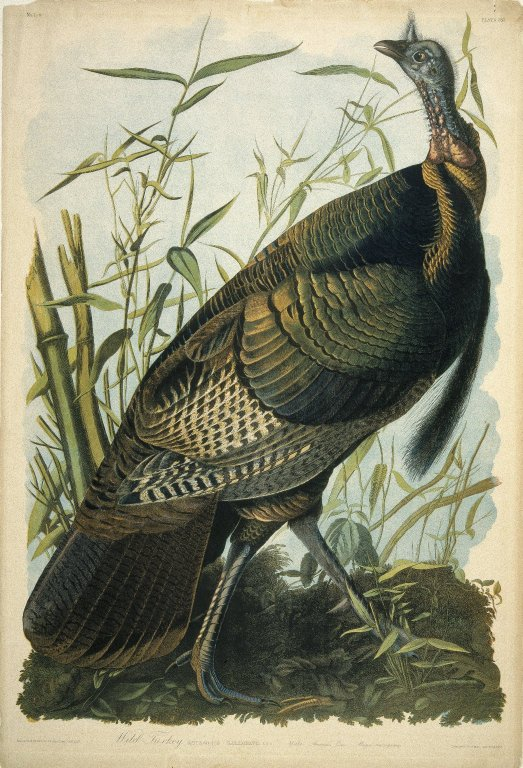
John James Audubon, Pavo salvaje, litografía, c. 1861
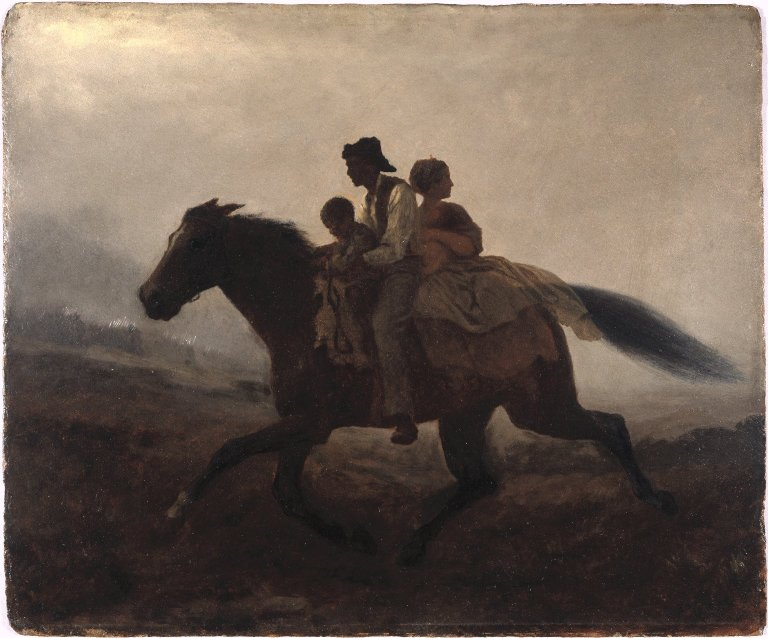
Eastman Johnson, Una Galopada por la Libertad – Los Esclavos Fugitivos, c. 1862
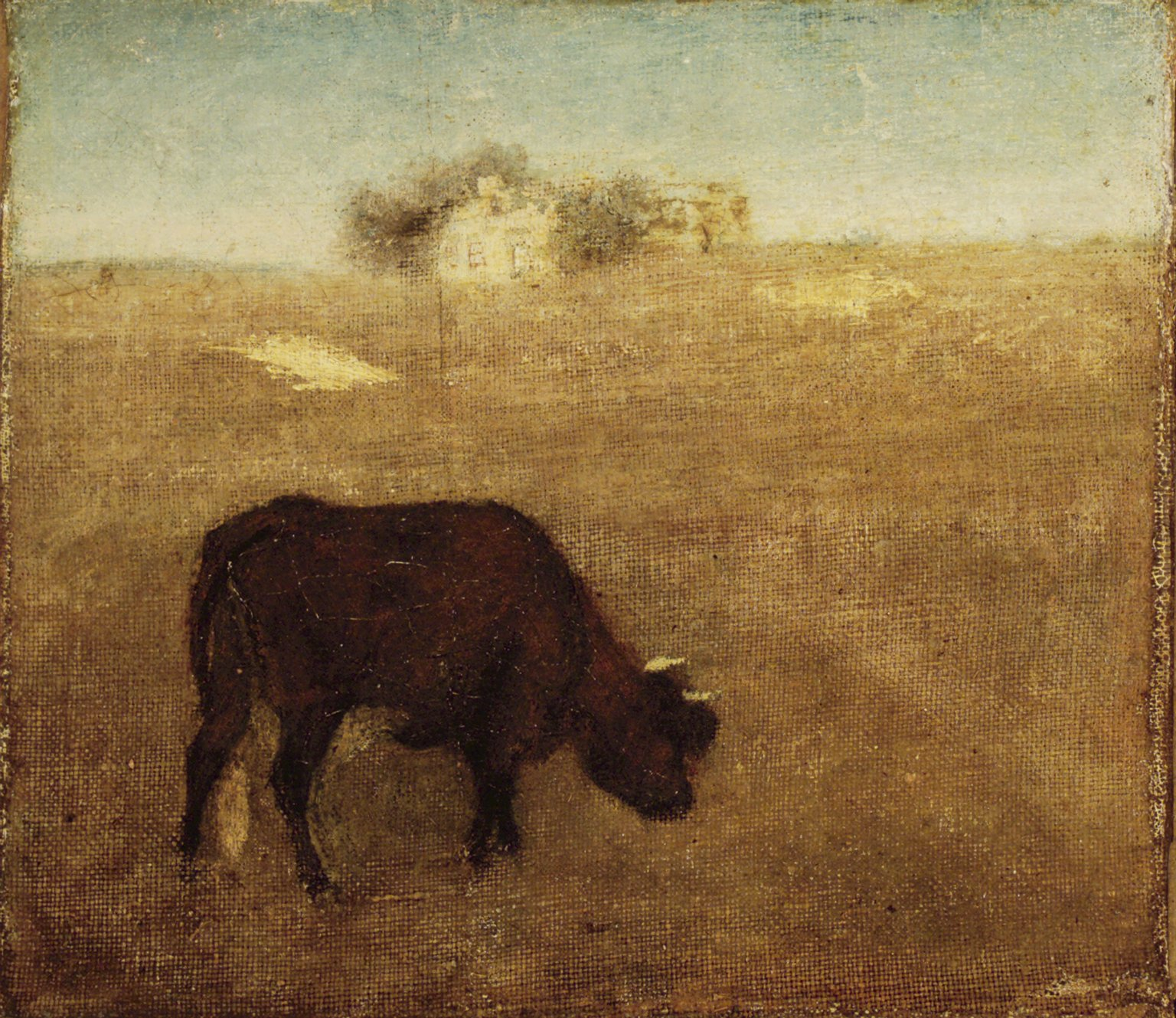
Albert Pinkham Ryder, Vaca roja vieja en el resplandor de la tarde, 1870-1875
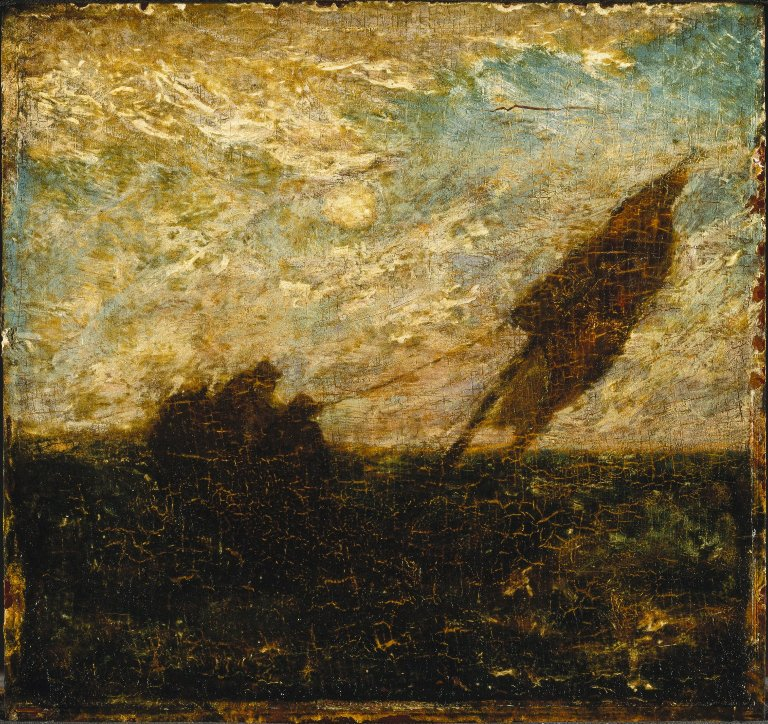
Albert Pinkham Ryder, La basura de las aguas es su campo, 1880.
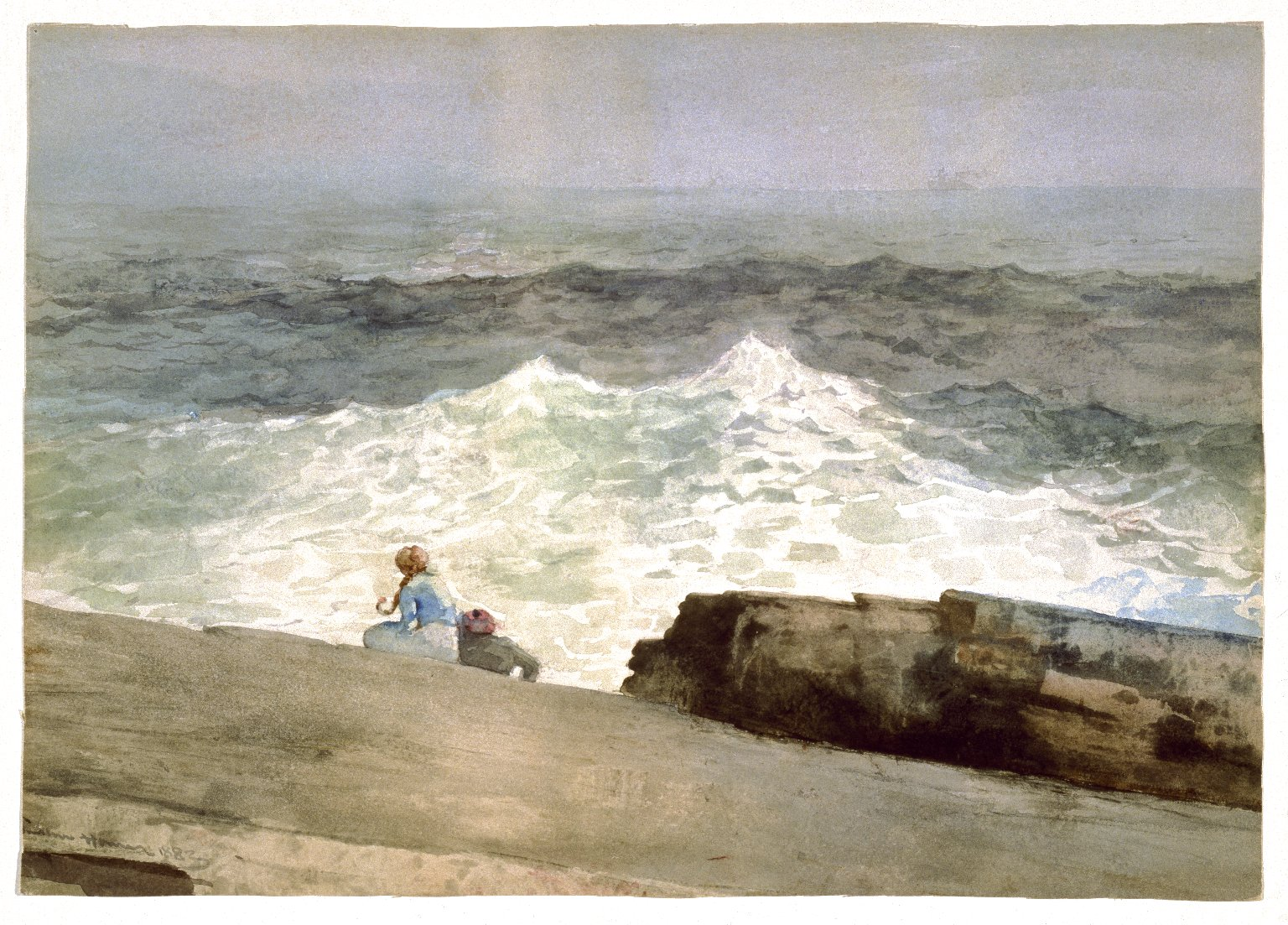
Winslow Homer, El Noreste, c. 1883
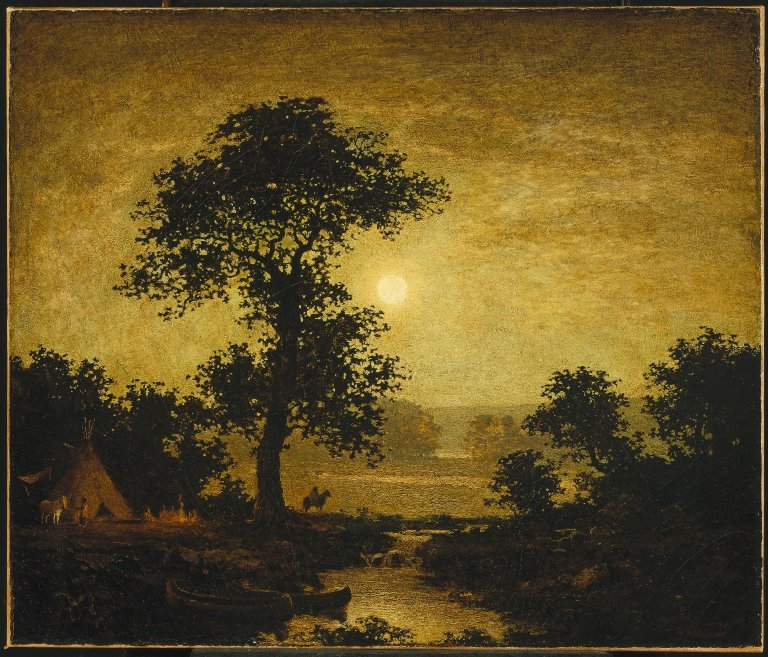
Ralph Albert Blakelock, Luz de Luna, 1885.
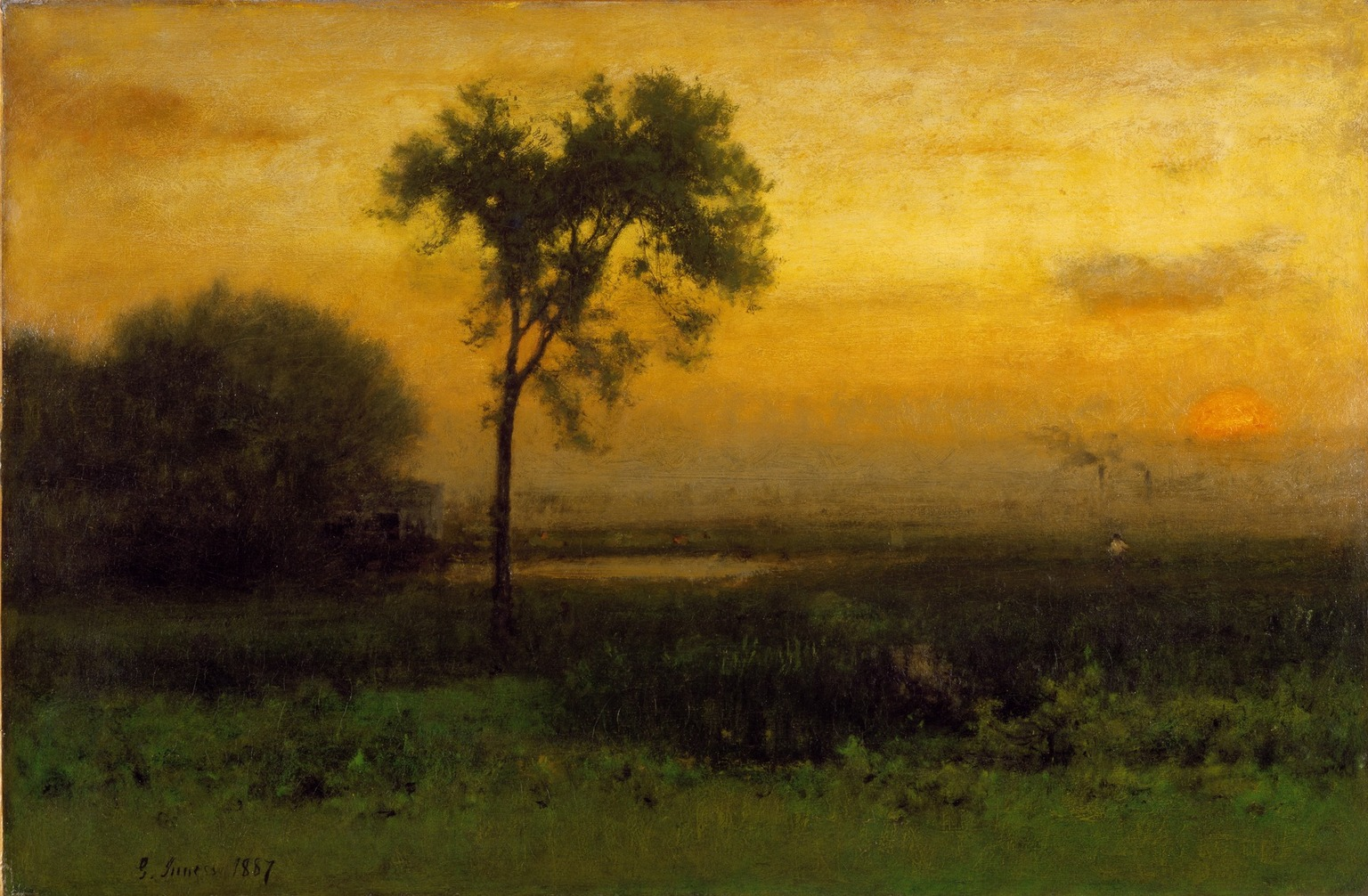
George Inness, Amanecer, 1887
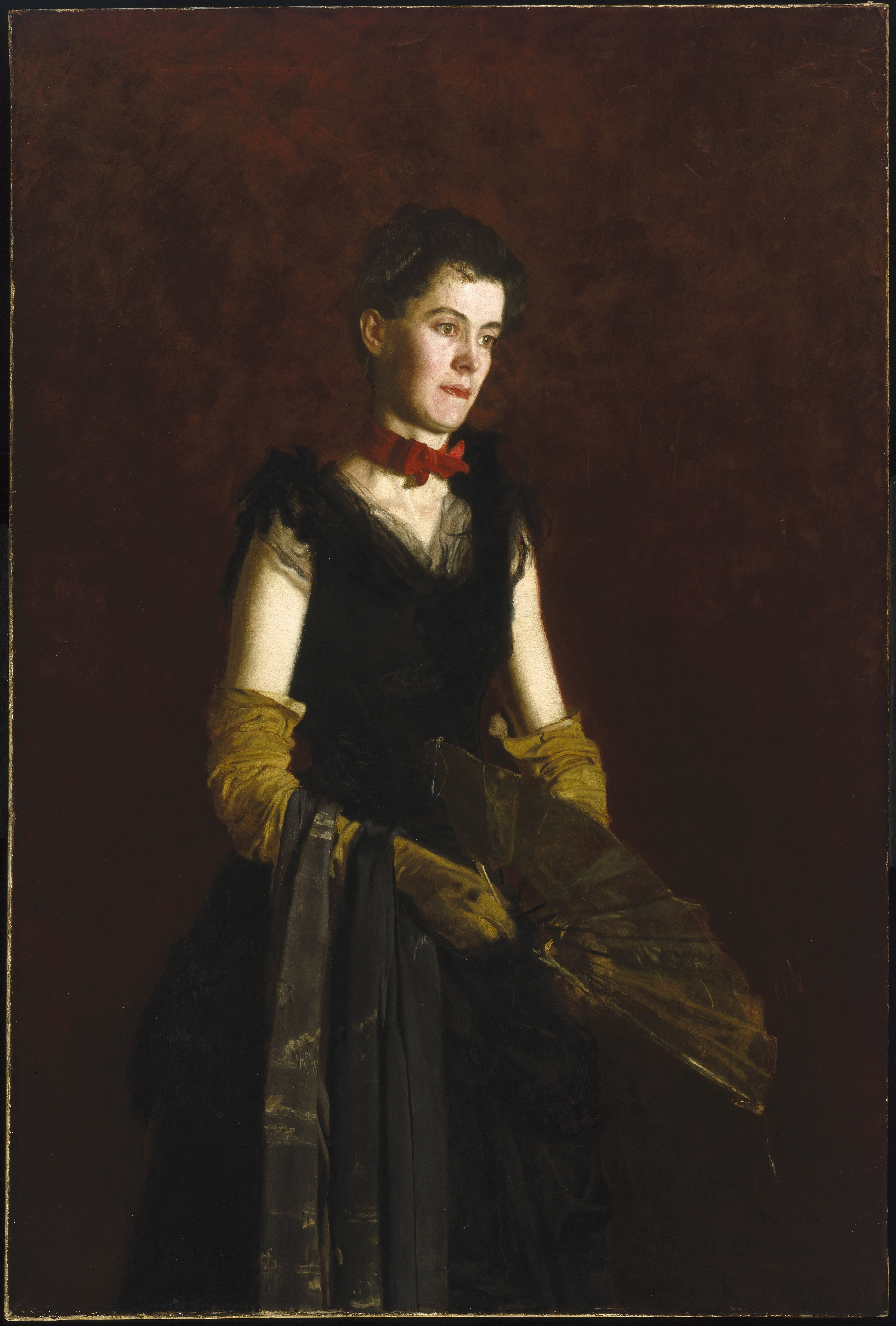
Thomas Eakins, Letitia Wilson Jordan, 1888
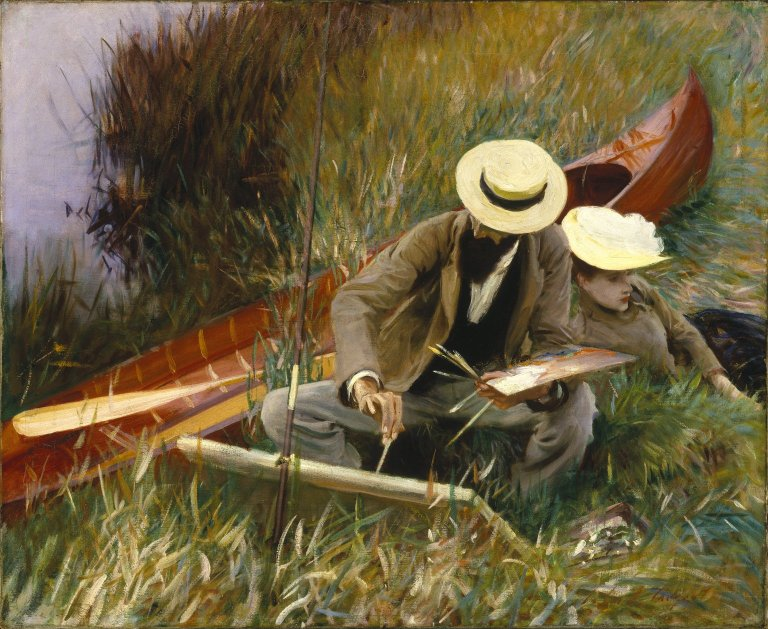
John Singer Sargent, Paul César Helleu dibujando con su esposa, 1889
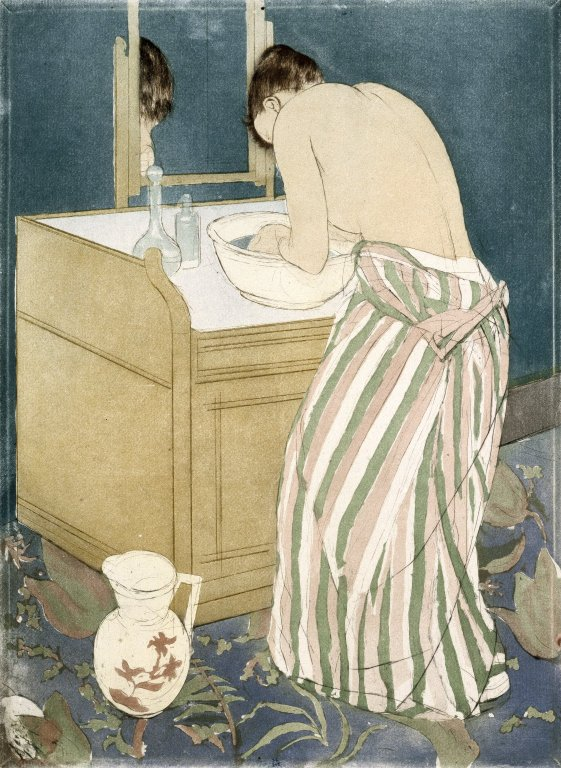
Mary Cassatt, El aseo, c. 1889-1894.
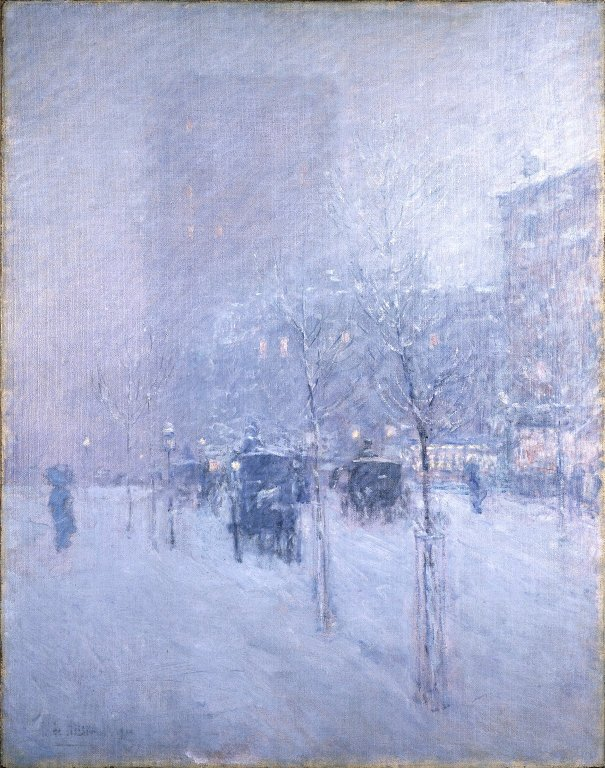
Childe Hassam, Final de la tarde, Nueva York, invierno, c. 1900
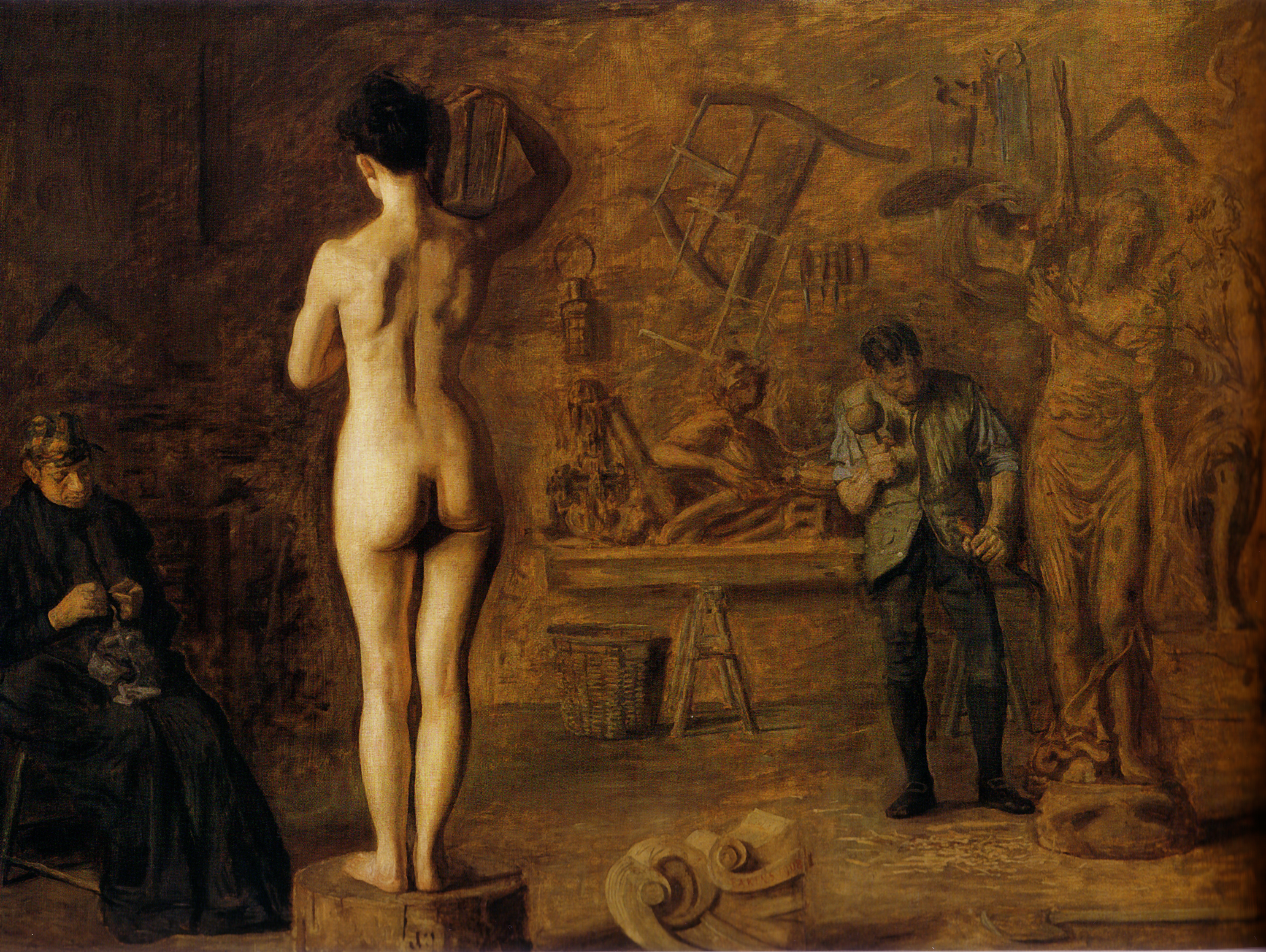
Thomas Eakins, William Rush tallando su figura alegórica del río Schuylkill, 1908
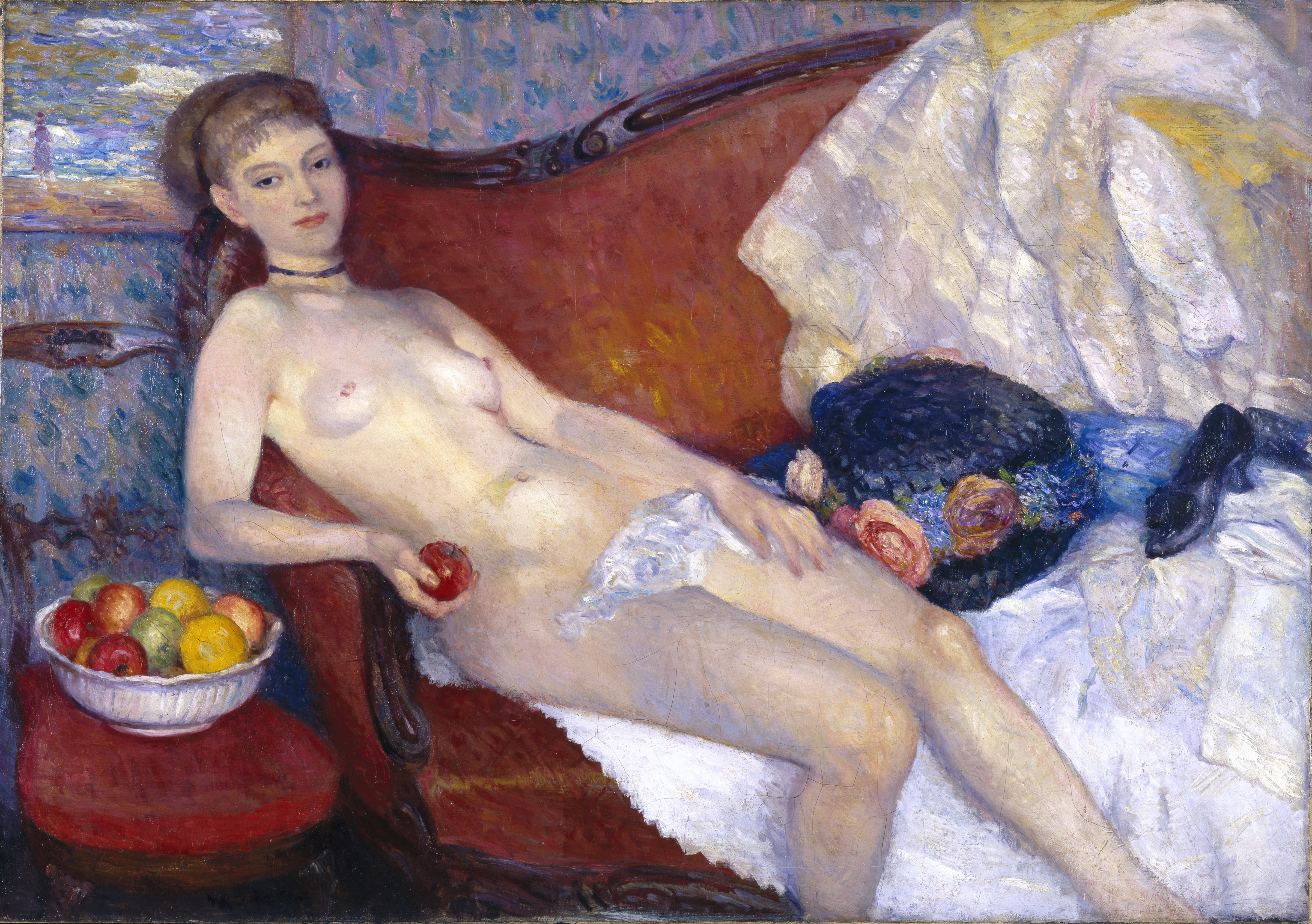
William Glackens, Desnudo con manzana, 1909-1910
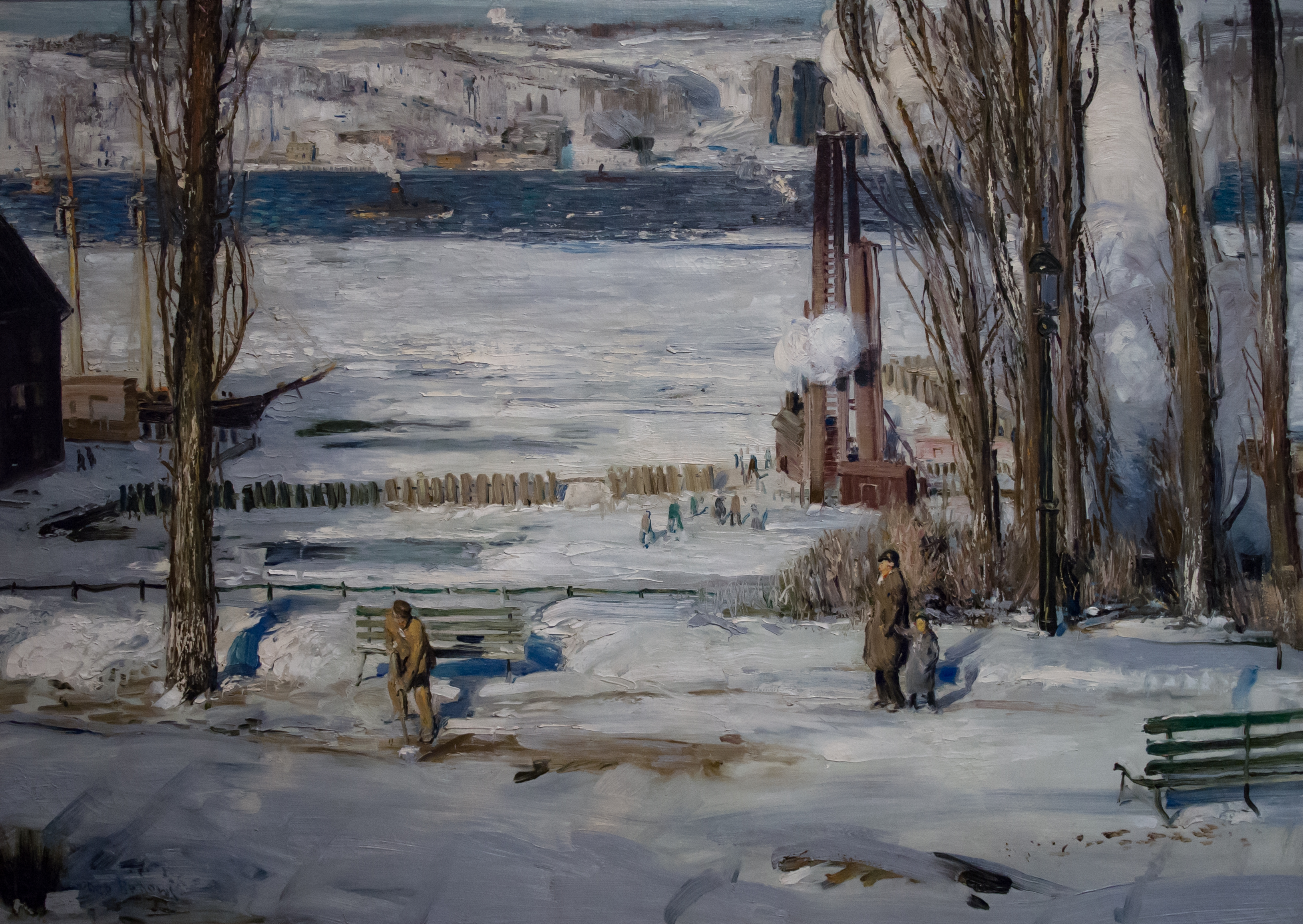
George Wesley Bellows, Mañana nevada--Río Hudson, 1910
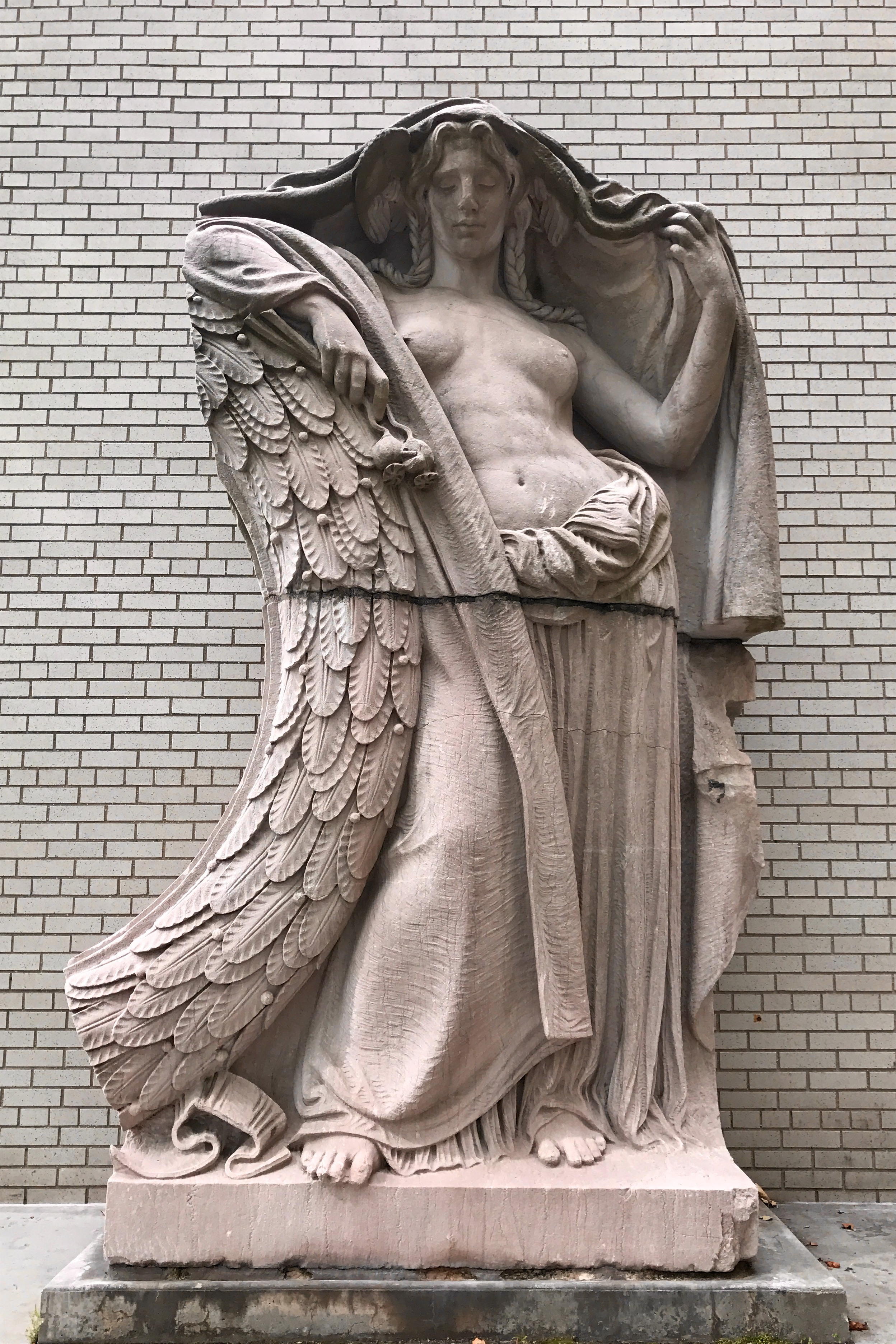
Adolph Weinman, Noche, c. 1910
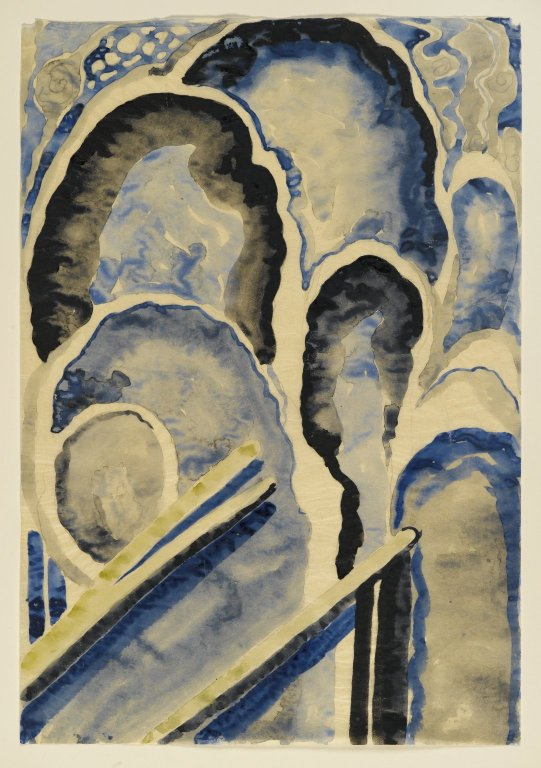
Georgia O'Keeffe, Azul 1, 1916
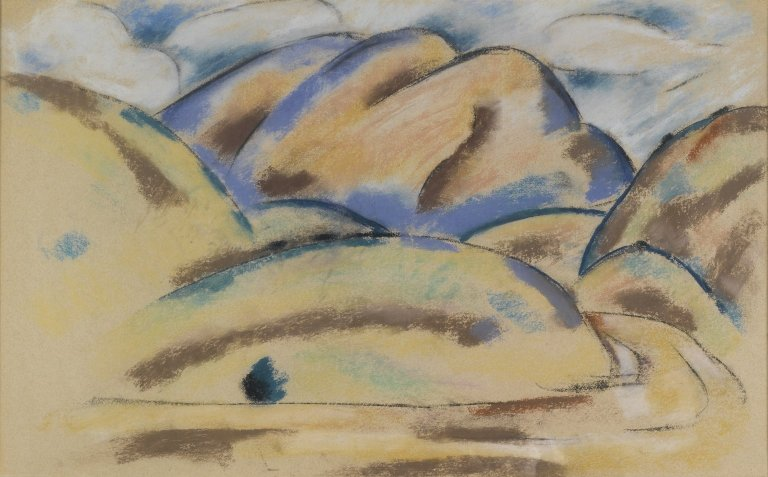
Marsden Hartley, Panorama, Nuevo México, 1916-1920

### Artes de África
Las adquisiciones más antiguas de la colección de arte africano fueron recopiladas por el museo en 1900, poco después de su fundación. La colección se amplió en 1922 con artículos originarios en gran parte en lo que ahora es la República Democrática del Congo. En 1923 el museo fue sede de una de las primeras exposiciones de arte africano en los Estados Unidos.
Con más de 5000 artículos en su colección, el Museo de Brooklyn cuenta con una de las colecciones más grandes de arte africano en cualquier museo de arte estadounidense. Aunque el título de la colección sugiere que incluye arte de todo el continente africano, las obras de África están subcategorizadas entre varias colecciones. El arte subsahariano de África occidental y central se recopila bajo el nombre de Arte Africano, mientras que las obras de arte del norte de África y el egipcio se agrupan con las colecciones de arte islámico y egipcio, respectivamente.
La colección de arte africano abarca 2500 años de historia humana e incluye esculturas, joyas, máscaras y objetos religiosos de más de 100 culturas africanas. Los elementos más notables de esta colección incluyen una figura tallada "ndop" de un rey Kuba, que se cree que está entre las tallas más antiguas de este tipo existentes, y una figura de madre e hijo de Lulua.
En 2018, el museo recibió críticas de grupos como Decolonize This Place por la contratación de una mujer blanca como Curadora Consultora de Artes Africanas.

#### Selecciones de la colección africana

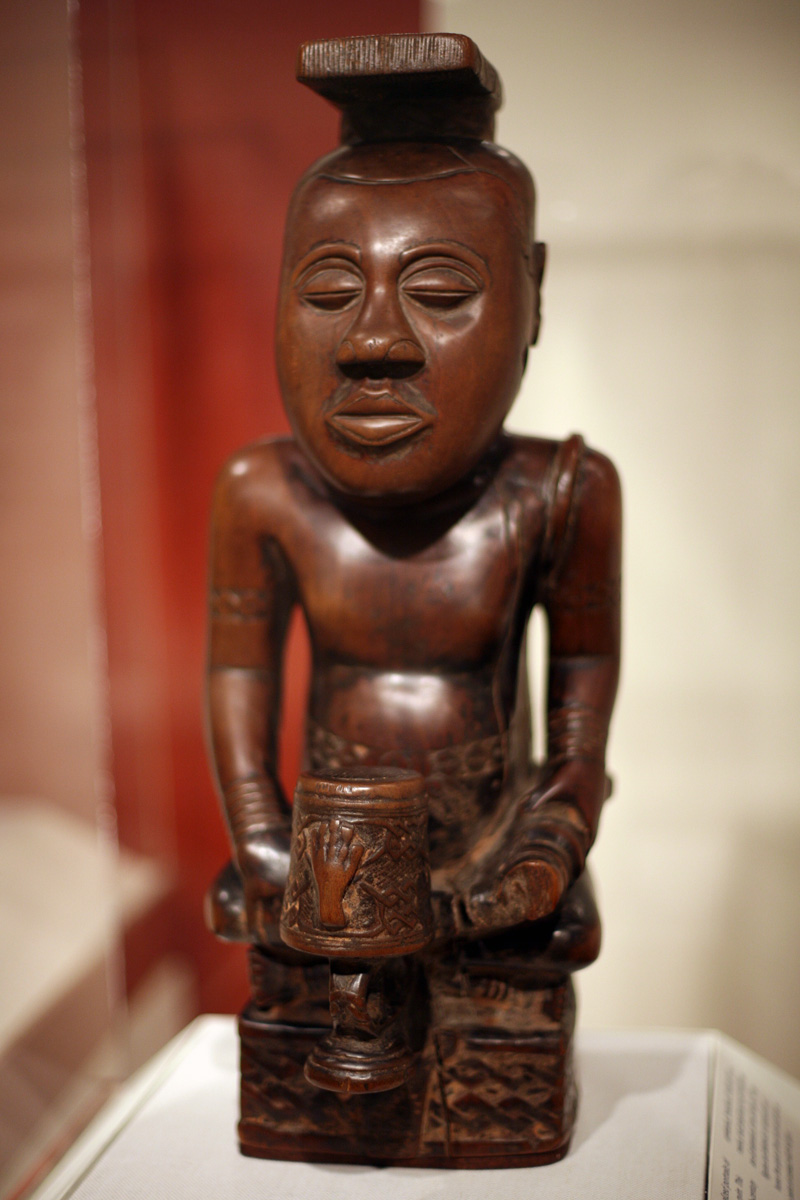
Retrato Kuba Ndop
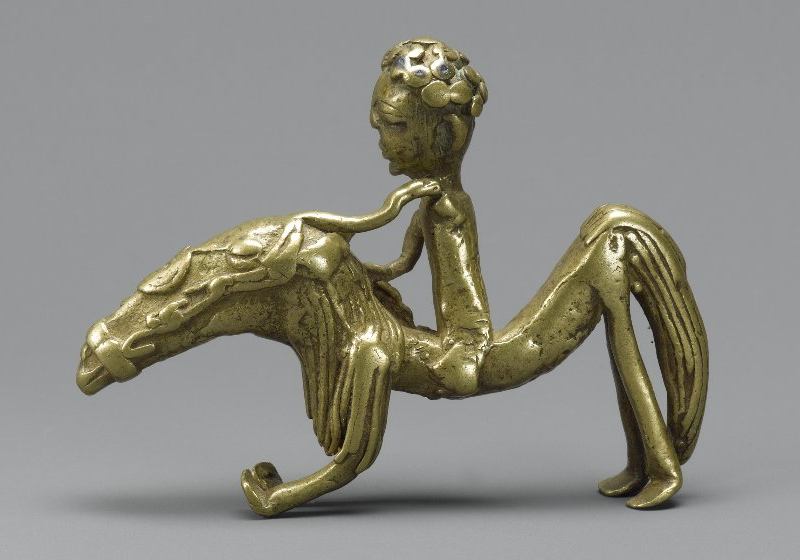
Jinete de oro de la cultura de la región de Ashanti en Ghana.

### Artes de las Islas del Pacífico
La colección del museo de arte de las Islas del Pacífico comenzó en 1900 con la adquisición de 100 figuras de madera de sombras chinescas de Nueva Guinea y de las Indias Orientales Neerlandesas (actualmente Indonesia). Desde esta base, la colección ha crecido hasta abarcar cerca de 5000 objetos originarios de numerosas islas del Océano Pacífico e Índico, incluidas Hawái y Nueva Zelanda, así como en islas menos pobladas como la Isla de Pascua y Vanuatu. Muchos de los artículos de las islas Marquesas de la colección fueron adquiridos por el museo del famoso explorador noruego Thor Heyerdahl.
Los objetos de arte en esta colección están hechos de una gran variedad de materiales. El museo enumera las "fibras de coco, plumas, conchas, barro, hueso, cabello humano, madera, musgo y telarañas", como algunos de los materiales utilizados para hacer obras de arte que incluyen máscaras, vestidos tapa, esculturas y joyas.

### Artes del mundo islámico
El museo también posee objetos de arte y textos históricos producidos por artistas musulmanes o sobre figuras y culturas islámicas.

#### Selecciones de la Colección Mundo Islámico

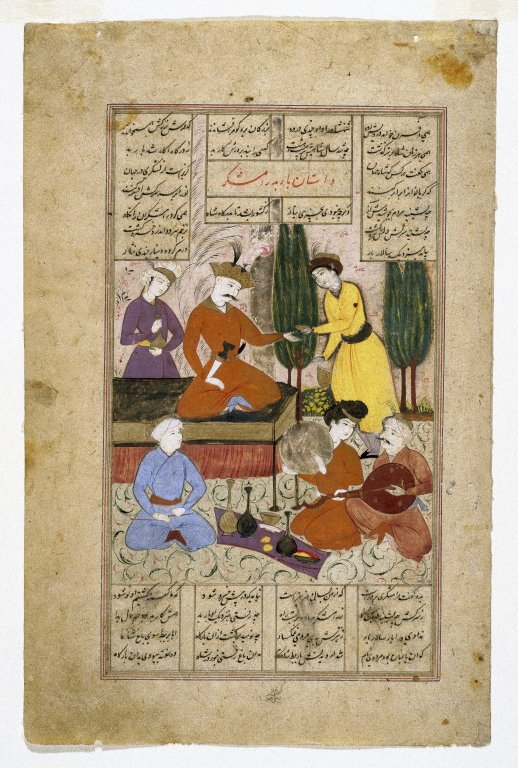
Bahram V y sus cortesanos entretenidos por el músico Barbad, página del Shāhnāmé de Ferdousí
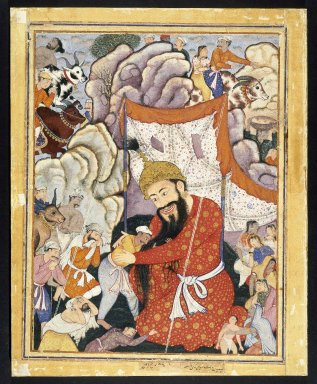
Zumurrud Shah refugiado en las montañas, ca. 1570
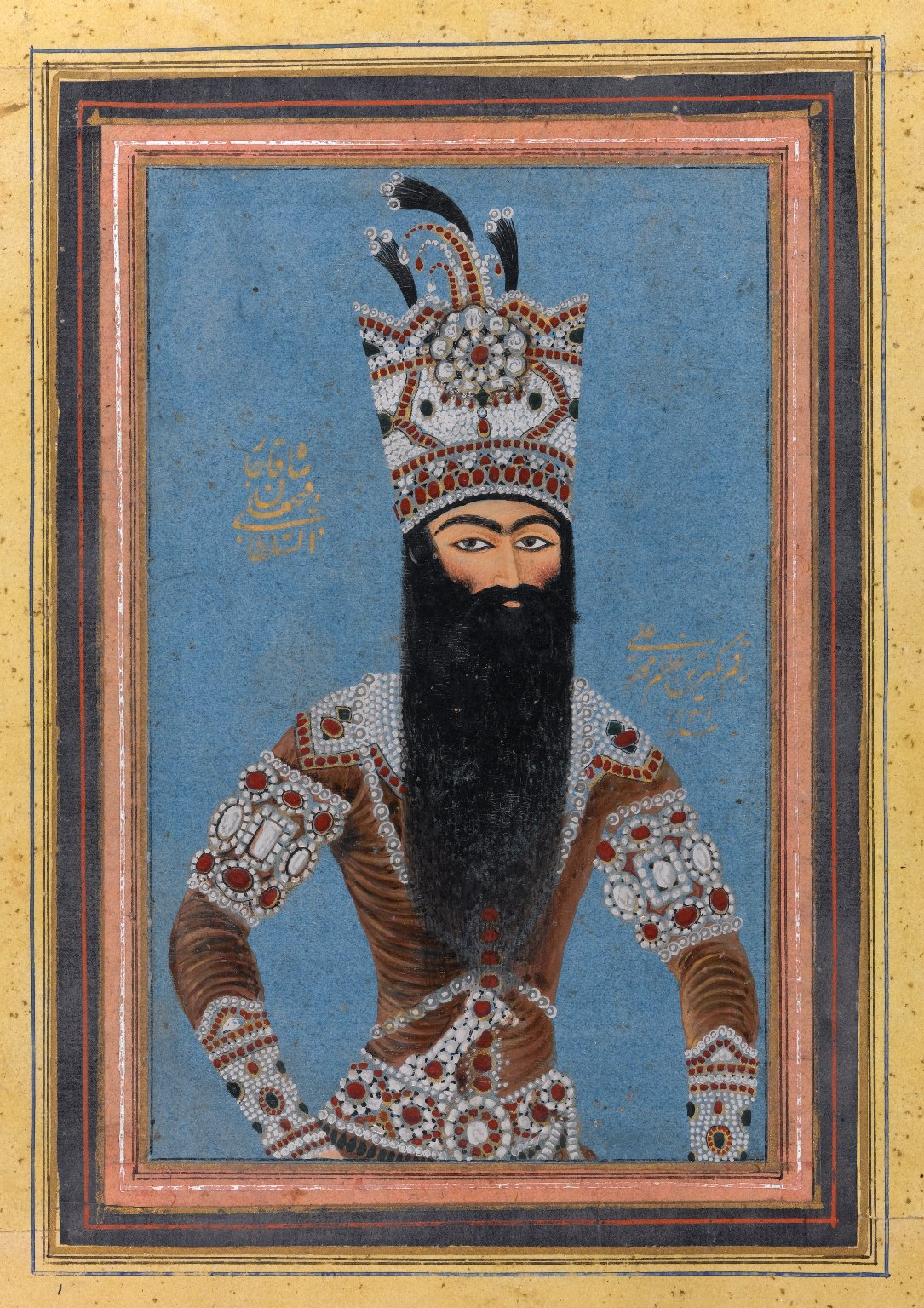
Mihr 'Ali (iraní, activo ca. 1800-1830). Retrato de Fath Alí Sah, 1815
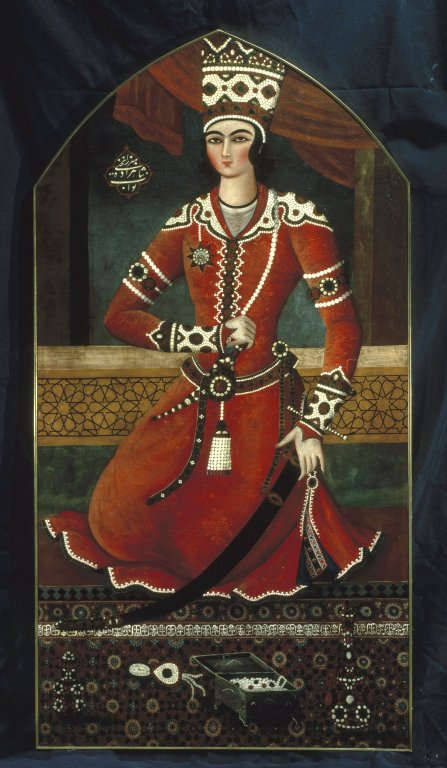
Muhammad Hasan (Persa, activo entre 1808-1840). Príncipe Yahya, ca. 1830s.
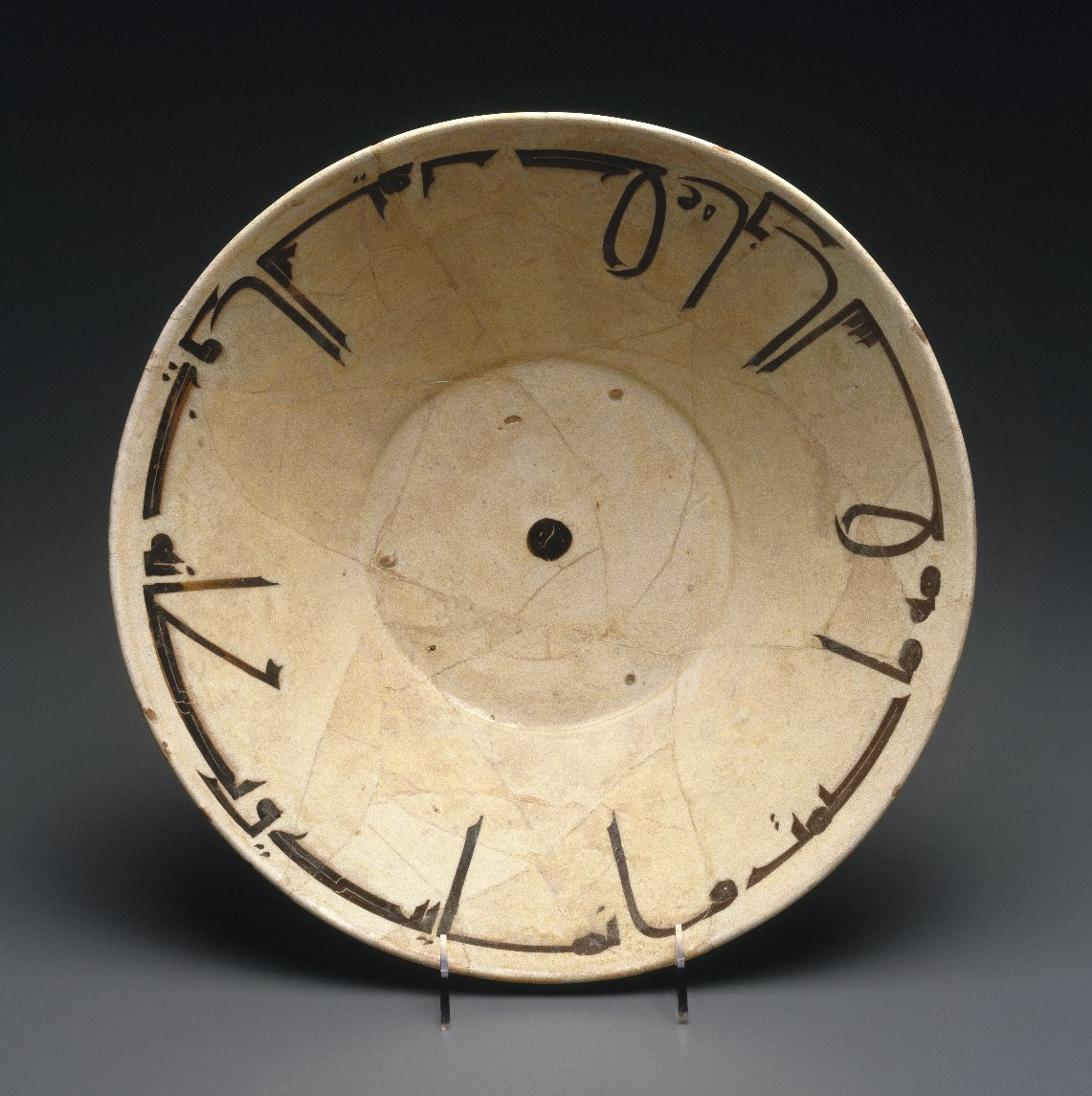
Cuenco decorado con caligrafía cúfica, siglo X.

### Centro de Arte Feminista Elizabeth A. Sackler
El centro del museo de arte feminista abrió sus puertas en 2007; se dedica a preservar la historia del movimiento desde finales del siglo XX, a crear conciencia sobre las contribuciones feministas al arte y a analizar el futuro de esta área del mundo del arte. Junto con un espacio de exposición y una biblioteca, el centro cuenta con una galería que alberga una obra maestra de Judy Chicago, una gran instalación titulada "The Dinner Party" (1974-1979).

### Arte europeo
El Museo de Brooklyn posee, entre otras, pinturas góticas tardías y del Renacimiento italiano, de pintores como Lorenzo di Niccolo ("Escenas de la vida de San Lorenzo"), Sano di Pietro, Nardo di Cione, Lorenzo Monaco, Donato de 'Bardi ("San Jerónimo") y Giovanni Bellini. En su colección figuran pinturas holandesas de Frans Hals, Gerrit Dou y Thomas de Keyser, entre otras. También posee pinturas francesas del siglo XIX de Charles-François Daubigny, Narcisse-Virgile Díaz de la Peña, Eugène Boudin ("Port, Le Havre"), Berthe Morisot, Edgar Degas, Gustave Caillebotte ("Puente del ferrocarril en Argenteuil"), Claude Monet ("Palacio del Dogo, Venecia"), el escultor francés Alfred Barye, Camille Pissarro y Paul Cézanne, así como muchos otros.

#### Selecciones de la colección europea

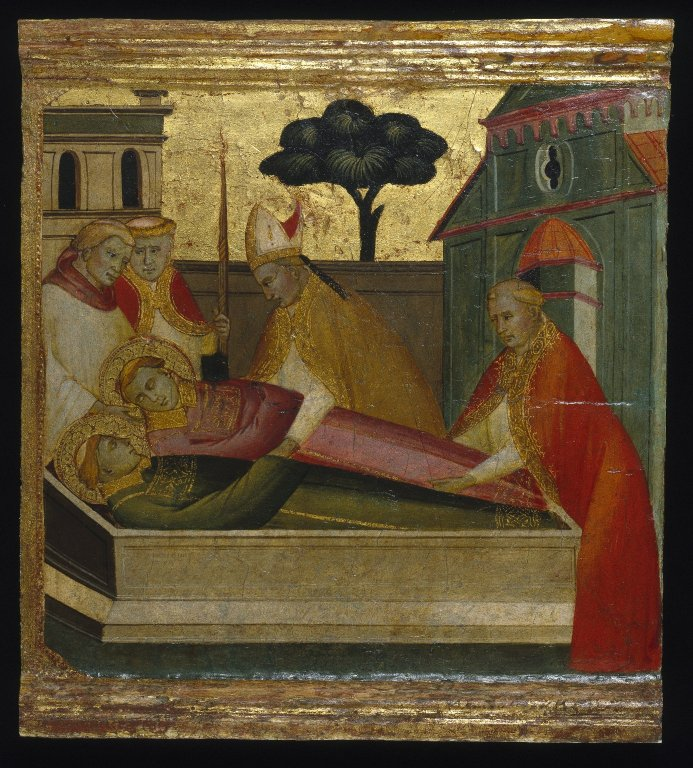
Lorenzo di Niccolò, San Lorenzo enterrado en la tumba de San Esteban, 1410–1414, témpera y dorado sobre tabla, 33 × 36 cm
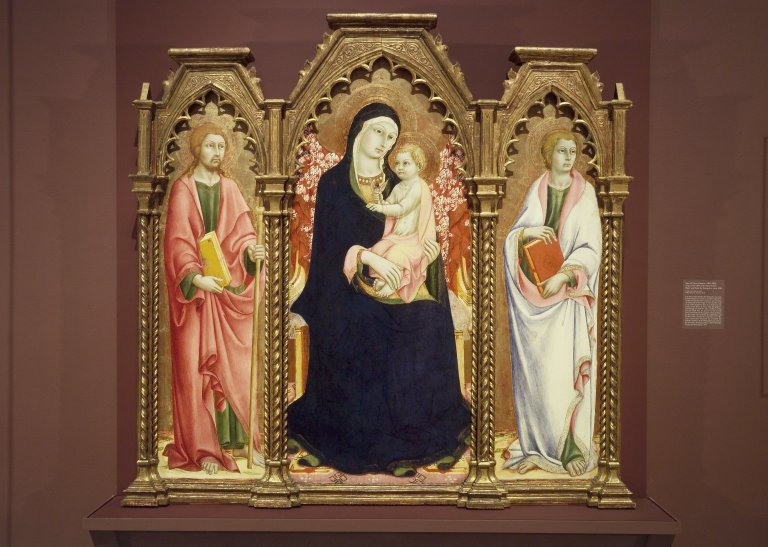
Sano di Pietro, Tríptico de la Virgen con el niño, San Juan y San Juan Evangelista, ca. 1460 y 1462
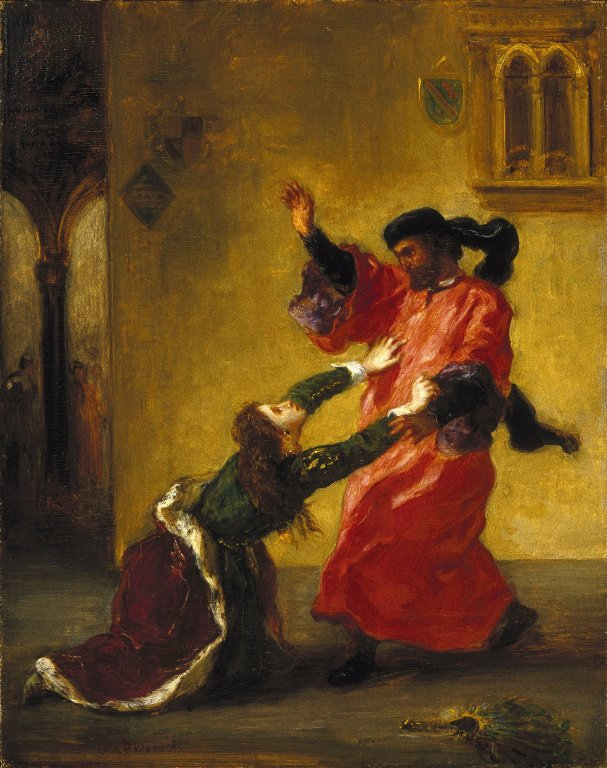
Eugène Delacroix, Desdemona maldicha por su padre (Desdemona maudite par son père), c. 1850-1854
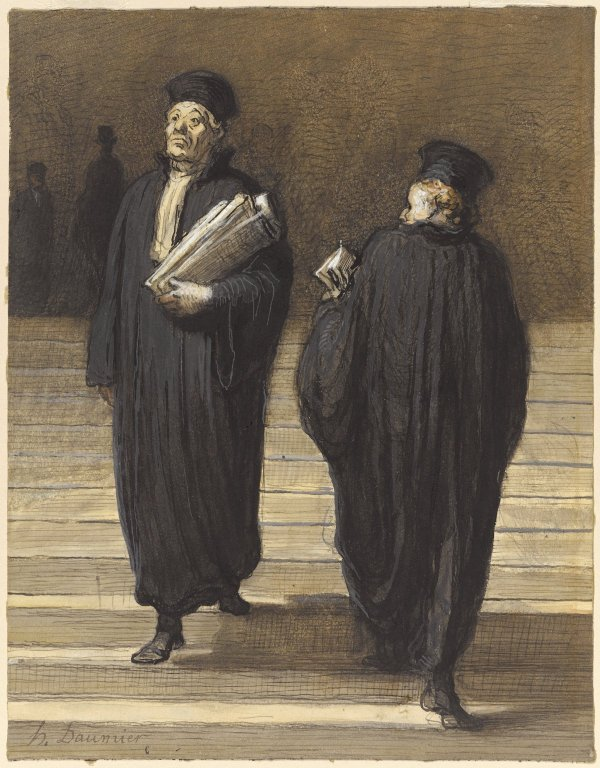
Honoré Daumier, Los dos colegas (abogados) (Les deux confrères Avocats), entre 1865 y 1870
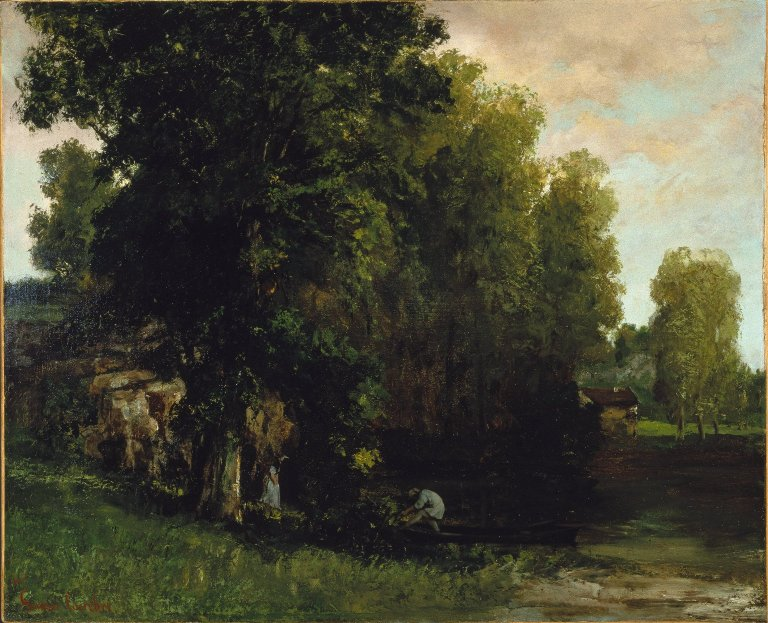
Gustave Courbet, El borde del estanque, 1867
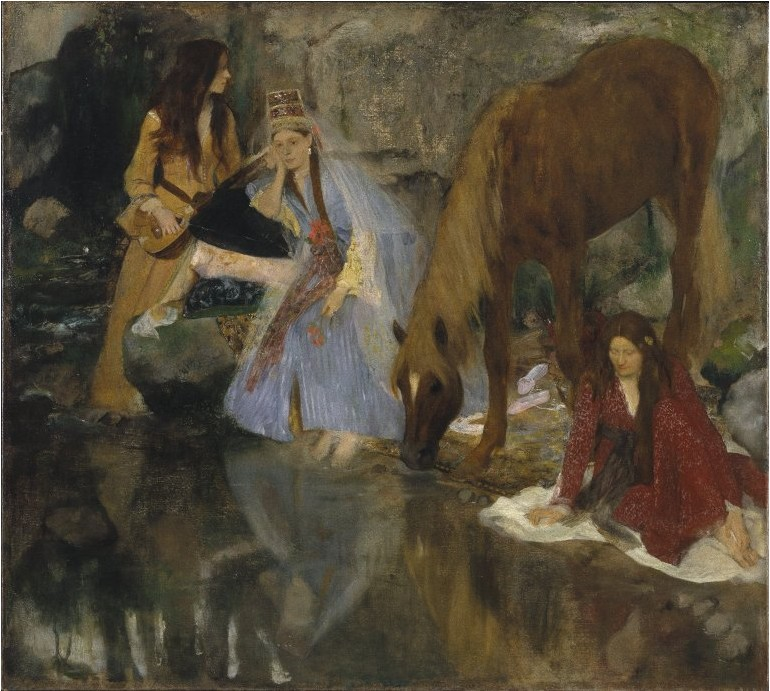
Edgar Degas, Retrato de la señorita Eugénie Fiocre, 1867-1868
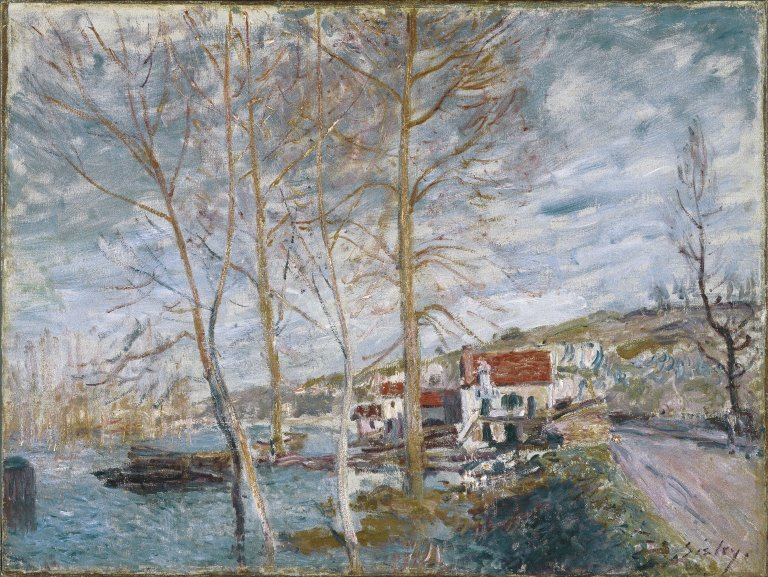
Alfred Sisley, Inundación en Moret (Inondation à Moret), 1879
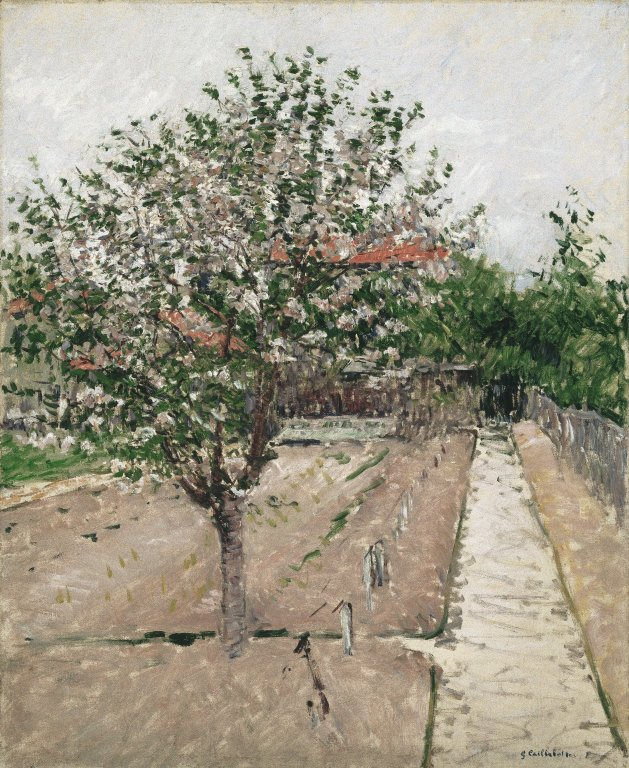
Gustave Caillebotte, Manzano en flor (Pommier en fleurs), c. 1885
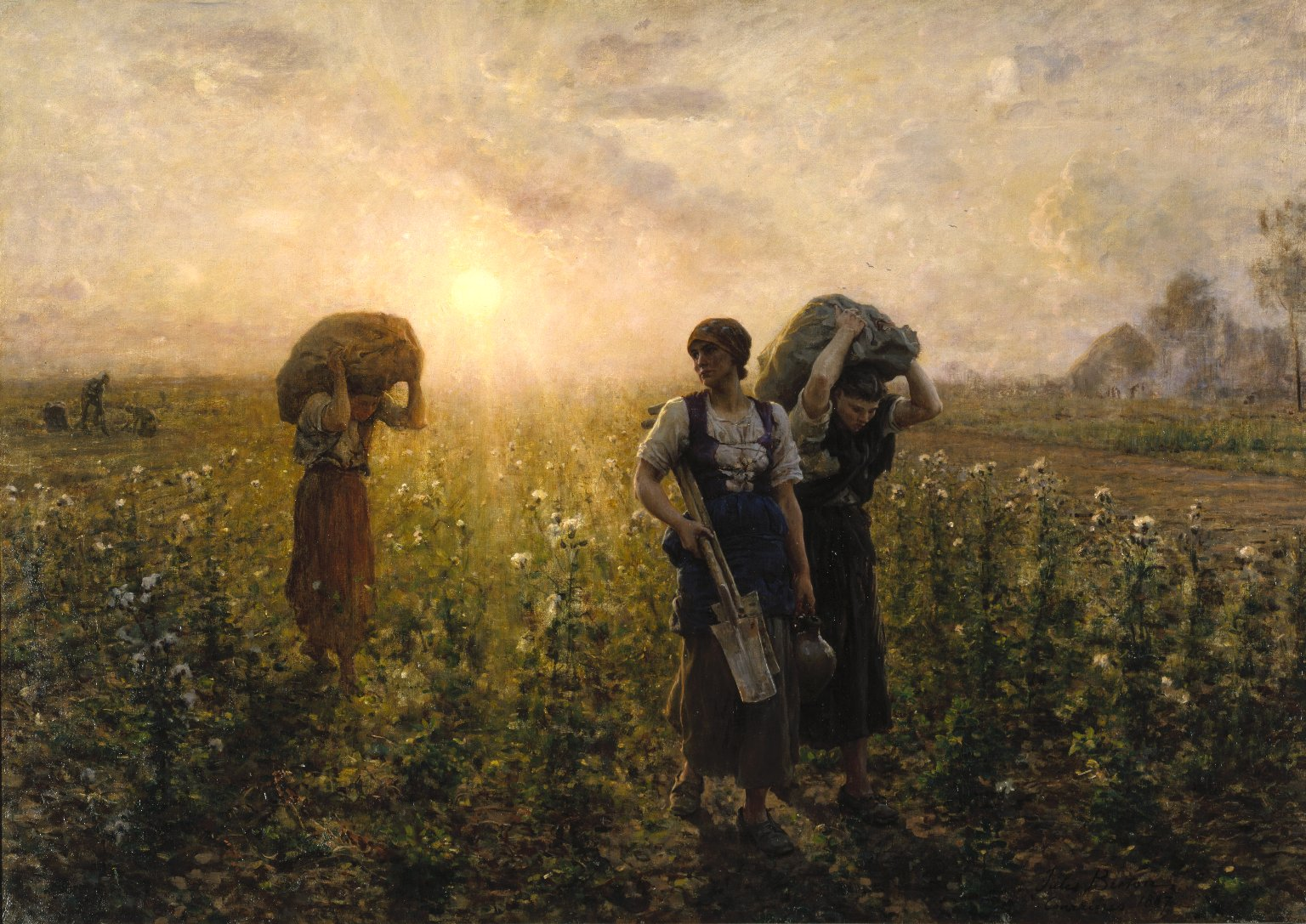
Jules Breton, Fin del trabajo (The End of the Working Day), c.1886-1887
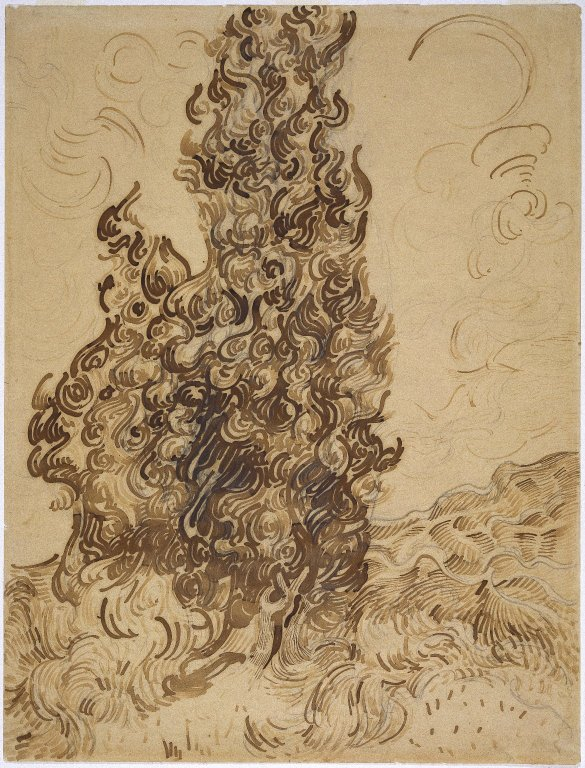
Vincent van Gogh, Cipreses (Les Cyprès), 1889, pluma Reed, grafito, pluma, tinta marrón y tinta negra sobre papel blanco
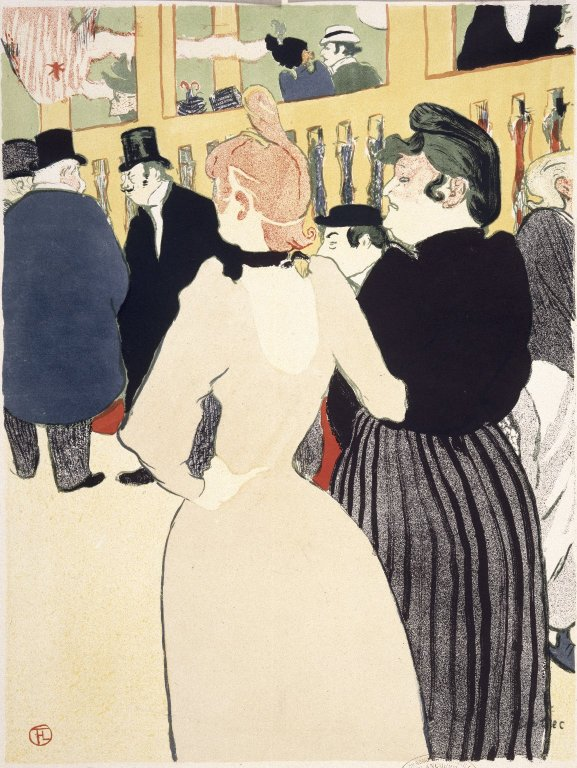
Henri de Toulouse-Lautrec, En el Molino Rojo (Au Moulin Rouge), c. 1892.
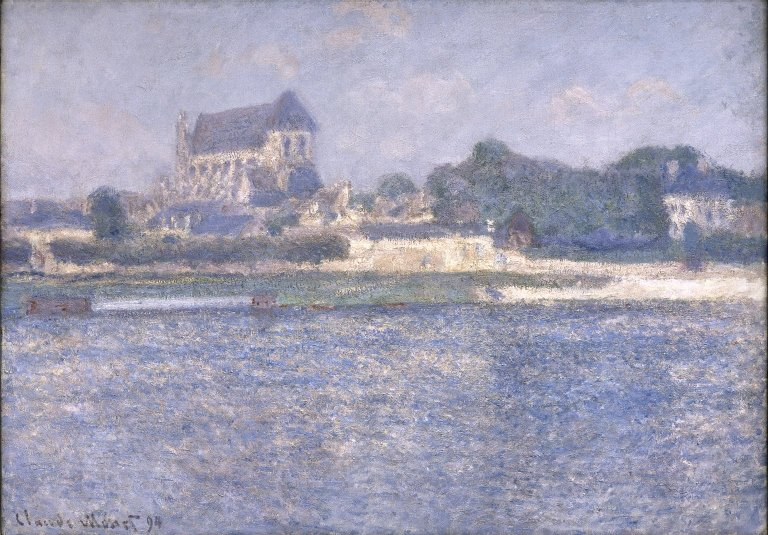
Claude Monet, La Iglesia de Vernon, 1894
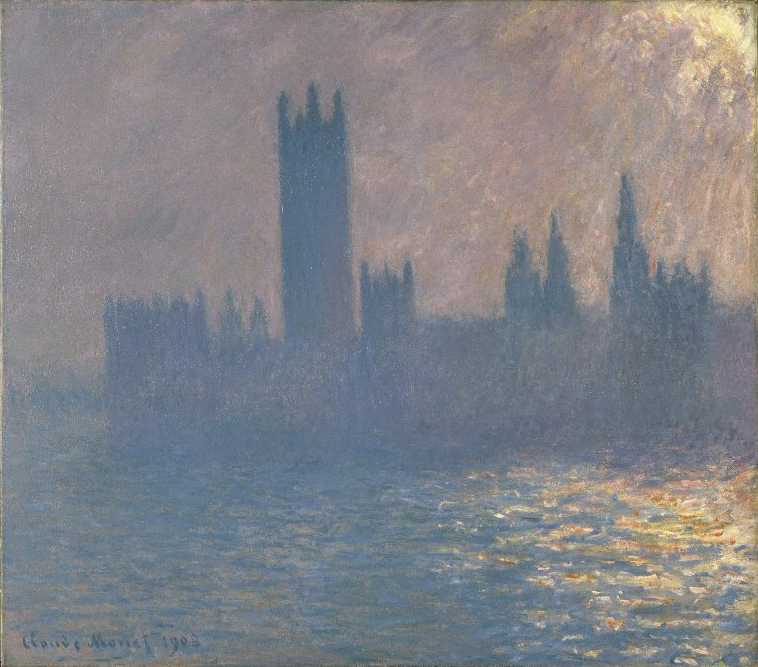
Claude Monet, Efecto del sol sobre el Parlamento (Le Parlement effet de soleil), 1903
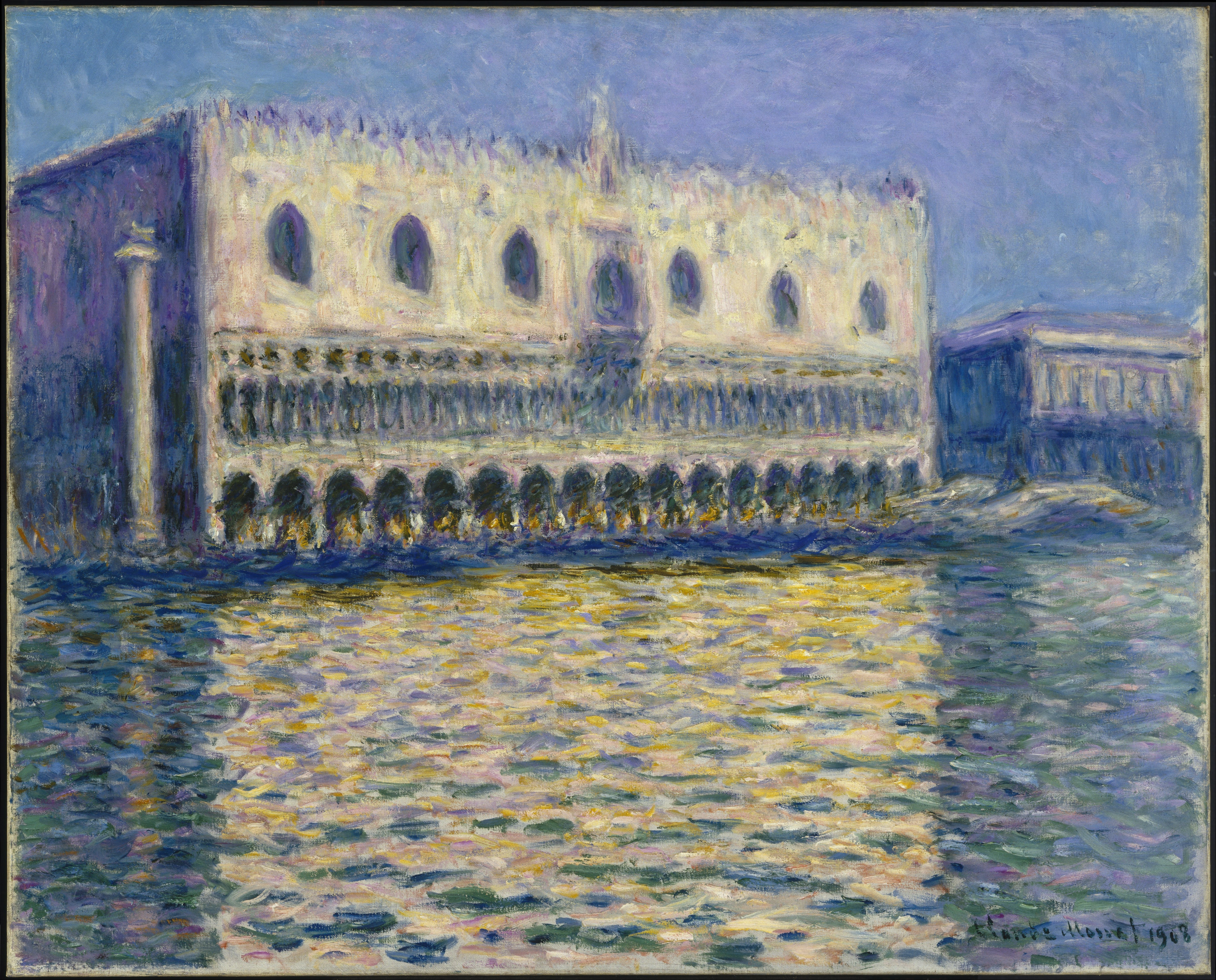
Claude Monet, El Palacio ducal (Le Palais ducal), 1908
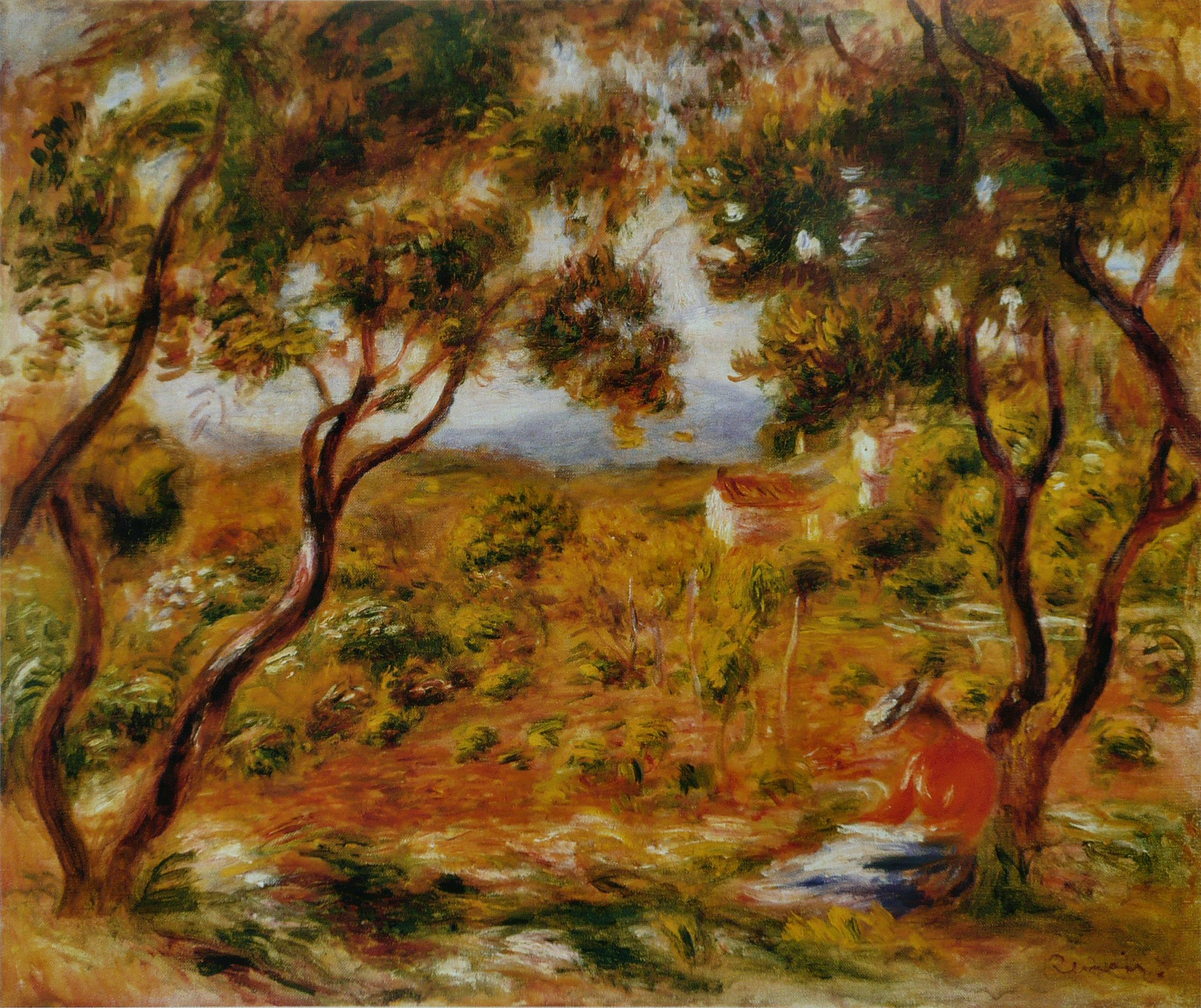
Pierre-Auguste Renoir, Viñas en Cagnes, 1908.

## Bibliotecas y archivos
La biblioteca y los archivos del Museo de Brooklyn poseen aproximadamente 300.000 volúmenes y más de 600 m de estanterías con libros, documentos, impresiones, textiles y otros artículos. La colección comenzó en 1823 y se encuentra en instalaciones que se renovaron en 1965, 1984 y 2014.

## Programas
En el año 2000, el Museo de Brooklyn comenzó el "Programa de Aprendices del Museo" en el que contrata a adolescentes de secundaria para que realicen recorridos por las galerías del museo durante el verano, asistan a los programas familiares del fin de semana del museo durante todo el año y participen en charlas con los conservadores del museo. Su función es servir como una junta asesora de adolescentes para el museo, y ayudar a planificar eventos para adolescentes.
El primer sábado de cada mes, el Museo de Brooklyn permanece abierto hasta las 23:00. La admisión general está exenta de pago de 5 a 11 p. m., aunque algunas exhibiciones pueden requerir una tarifa de entrada. Las actividades regulares del primer sábado incluyen  actos educativos orientados a las familias, como talleres de arte basados en las colecciones, visitas a las galerías, conferencias, presentaciones en vivo o fiestas de baile.
El museo ha publicado muchas piezas en una colección digital en línea, que cuenta con un sistema de marcado folcsonómico que permite al público seleccionar conjuntos de objetos en línea, así como solicitar contribuciones de becas adicionales.
El Programa de becas de educación del museo, en el que los becarios adquieren habilidades teóricas y prácticas durante diez meses para dirigir las visitas de grupos escolares con un enfoque en varios temas de la colección.
Los becarios escolares muestran a los jóvenes y sus familias los programas del Gallery Studio y de las asociaciones escolares, mientras que los becarios de programas públicos y para adultos mantienen y organizan la noche del jueves, así como la programación del primer sábado.
El museo también ha recibido atención por su reciente aplicación ASK, mediante la que los visitantes pueden interactuar con el personal y los educadores en relación con los trabajos de la colección a través de una aplicación móvil descargable a través de las tiendas de aplicaciones de Apple y Google.

## "Populismo"

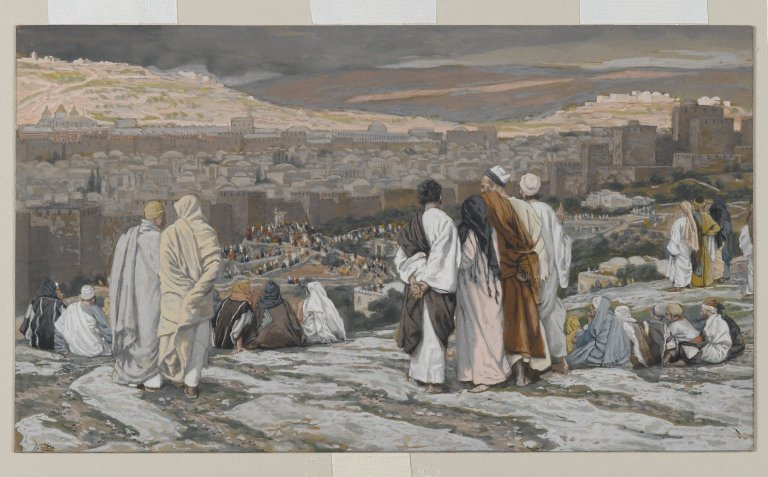
James Tissot, Los discípulos que han dejado su escondite ven a Afar en agonía, c. 1886-1894

La asistencia al Museo de Brooklyn ha estado disminuyendo en los últimos años, desde un máximo "décadas atrás" de casi un millón de visitantes por año, a cifras más recientes de 585.000 (1998) y 326.000 (2009).
The New York Times atribuyó esta caída parcialmente a las políticas instituidas por el entonces director Arnold Lehman, quien optó por enfocar la actividad del museo en el "populismo", con exhibiciones sobre temas como "las películas de Star Wars y la música hip-hop" en lugar de temas más relacionados con el arte clásico. Lehman también había llevado exhibiciones más controvertidas al museo, como un montaje en 1999 que incluía el cuadro de Chris Ofili titulado La Santa Virgen María,  decorado con estiércol de elefante y pequeñas escenas pornográficas. Según el “Times”:

"La calidad de sus exposiciones ha disminuido", dijo Robert Storr, decano de la Escuela de Arte de la Universidad de Yale y habitante de Brooklyn.'Star Wars' muestra el peor tipo de populismo. No creo que realmente entiendan dónde están. El medio del mundo del arte está ahora en Brooklyn; es un público cada vez más sofisticado y siempre lo fue.

Por otro lado, Lehman señala que la demografía de los asistentes al museo muestra un nuevo nivel de diversidad. Según "The New York Times", "la edad promedio [de los asistentes al museo en una encuesta de 2008] fue de 35 años, una gran parte de los visitantes (40 por ciento) provinieron de Brooklyn y más del 40 por ciento se identificaron como personas de color". Lehman afirma que el interés del museo es ser acogedor y atractivo para todos los posibles visitantes, en lugar de simplemente acumular un gran número de ellos.

## Obras y publicaciones
- Choi, Connie H.; Hermo, Carmen; Hockley, Rujeko; Morris, Catherine; Weissberg, Stephanie (2017).  Morris, Catherine; Hockley, Rujeko, eds. We Wanted a Revolution: Black Radical Women, 1965-85 / A Sourcebook (Exhibition catalog). Brooklyn, NY: Brooklyn Museum. ISBN 978-0-872-73183-7. OCLC 964698467. - Publicado con motivo de una exposición en el Museo de Brooklyn, del 21 de abril al 17 de septiembre de 2017